# Lịch sử Azerbaijan
Lịch sử của Azerbaijan là lịch sử của người Azerbaijan và các khu vực liên quan đến lịch sử, dân tộc và địa lý của người Azerbaijan. Dưới sự cai trị của Media và Ba Tư, nhiều người Albania Kavkaz đã chấp nhận Hỏa giáo trước khi chuyển đổi sang Cơ đốc giáo trước khi Hồi giáo Ả Rập đến (đặc biệt là người Thổ Nhĩ Kỳ theo đạo Hồi). Các bộ lạc Thổ Nhĩ Kỳ được cho là đã đến với tư cách là các nhóm  Ghazi  nhỏ, mà các cuộc chinh phục của họ đã dẫn đến Thổ Nhĩ Kỳ hóa dân số, các bộ tộc người Kavkaz và Iran bản địa đã sử dụng ngôn ngữ của người Thổ Nhĩ Kỳ Oghuz và chuyển đổi sang Hồi giáo trong khoảng thời gian vài thế kỷ.
Sau các cuộc chiến tranh Nga-Ba Tư 1804–1813 và 1826–1828, Đế quốc Qajar buộc phải nhượng các lãnh thổ Kavkaz của mình cho Đế quốc Nga; các hiệp ước Gulistan năm 1813 và Turkmenchay năm 1828 xác định biên giới giữa Chế độ chuyên chế Sa hoàng Nga và nhà Qajar Iran.
Khu vực phía bắc Aras là của Iran cho đến khi bị Nga chiếm đóng trong thế kỷ 19. Theo Hiệp ước Turkmenchay, nhà Qajar Iran công nhận chủ quyền của Nga đối với Erivan, Nakhchivan và Hãn quốc Lankaran (những phần cuối cùng của Azerbaijan vẫn còn nằm trong tay Iran).
Sau hơn 80 năm là một phần của Đế quốc Nga ở Kavkaz, Cộng hòa Dân chủ Azerbaijan được thành lập vào năm 1918. Tên "Azerbaijan" được Đảng Musavat cầm quyền đặt cho vì lý do chính trị, đã được sử dụng để xác định vùng lân cận của tây bắc Iran. Azerbaijan bị quân đội Liên Xô xâm lược vào năm 1920, và vẫn nằm dưới quyền cai trị của Liên Xô cho đến khi Liên bang Xô viết sụp đổ năm 1991.

## Tiền sử
Thời tiền sử Azerbaijan bao gồm thời kỳ đồ đá, đồ đồng và đồ sắt. Thời kỳ đồ đá được chia thành ba thời kỳ: Thời đại đồ đá cũ, Thời đại đồ đá giữa và Thời đại đồ đá mới.

### Thời đại đồ đá cũ
Thời kỳ đồ đá cũ được chia thành ba thời kỳ: sớm, trung và muộn. Thời kỳ này đánh dấu sự cư trú đầu tiên của con người trong khu vực và kéo dài cho đến thiên niên kỷ 12 trước Công nguyên.
Hang động Azykh ở quận Fuzuli là di chỉ của một trong những nơi sinh sống lâu đời nhất của người cổ xưa ở Lục địa Á-Âu. Dấu tích của nền văn hóa tiền Acheul ít nhất 700.000 năm tuổi được tìm thấy ở những lớp thấp nhất của hang động. Năm 1968, Mammadali Huseynov đã phát hiện ra một phần xương hàm 300.000 năm tuổi của một người cổ đại ở lớp niên đại Acheul của nó; nó là hài cốt người lâu đời nhất từng được phát hiện ở Liên Xô.
Thời kì Đồ đá cũ sớm của Azerbaijan được biết đến với văn hóa Guruchay, có những nét tương tự với văn hóa ở hẻm núi Olduvai của Tanzania. Thời kì Đồ đá cũ cũng được đại diện bởi những phát hiện tại Aveidag, Tağlar và hang Damjily, Zar, Yatagery, Dash Salakhly, Qazma và các di chỉ khác.

### Thời đại đồ đá giữa
Thời kỳ đồ đá giữa, kéo dài từ khoảng 12.000 đến 8.000 trước Công nguyên, được thể hiện bằng các hang động trong Vườn quốc gia Gobustan (gần Baku) và Damjili (ở quận Qazakh). Các tác phẩm chạm khắc trên đá ở Gobustan mô tả hoạt động săn bắn, câu cá, làm việc và khiêu vũ. Các bản khắc đá có niên đại từ cách đây 8.000 đến 5.000 năm mô tả những con thuyền dài (tương tự như tàu Viking), cho thấy có mối liên hệ với Châu Âu lục địa và biển Địa Trung Hải.

### Thời đại đồ đá mới
Thời đại đồ đá mới nằm giữa thiên niên kỷ thứ bảy và thứ sáu trước Công nguyên, được đại diện bởi văn hóa Shulaveri-Shomu ở quận Agstafa; tìm thấy tại Damjili, Gobustan, Kultepe (ở Nakhchivan) và Toyretepe và Cách mạng đồ đá mới trong nông nghiệp.

### Thời đại đồ đồng đá
Thời đại đồ đồng đá (hay Eneolithic) có niên đại từ thiên niên kỷ thứ sáu đến thứ tư trước Công nguyên, là thời kỳ chuyển tiếp từ thời đại đồ đá sang thời đại đồ đồng. Dãy núi Kavkaz giàu quặng đồng, tạo điều kiện thuận lợi cho việc phát triển việc luyện đồng ở Azerbaijan. Một số khu định cư thời đại đồ đồng đá ở Shomutepe, Toyratepe, Jinnitepe, Kultepe, Alikomektepe và IIanlitepe đã được phát hiện và các hiện vật có niên đại carbon cho thấy rằng cư dân đã xây dựng nhà cửa, làm công cụ và đầu mũi tên bằng đồng và đã quen canh tác nông nghiệp không tưới tiêu.

### Thời đại đồ đồng và đồ sắt
Thời đại đồ đồng bắt đầu vào nửa sau của thiên niên kỷ thứ tư trước Công nguyên và kết thúc vào nửa sau của thiên niên kỷ thứ hai trước Công nguyên ở Azerbaijan. Thời đại đồ sắt bắt đầu vào khoảng thế kỷ thứ bảy và thứ sáu trước Công nguyên. Thời đại đồ đồng được chia thành ba thời đại (sớm, giữa và muộn) và đã được nghiên cứu ở Nakhchivan, Ganja, Mingachevir và quận Dashkasan.
Thời đại đồ đồng sớm được đặc trưng bởi văn hóa Kura – Araxes và thời đại đồ đồng giữa là văn hóa gốm hoặc đất nung có trang trí. Thời đại đồ đồng muộn được thể hiện ở Nakhchivan và Khojali-Gadabay và văn hóa Talish-Mugan.
Nghiên cứu vào năm 1890 của Jacques de Morgan ở vùng núi Talysh gần Lankaran cho thấy hơn 230 ngôi mộ cuối thời đại đồ đồng và đầu thời đại đồ sắt. E. Rösler đã phát hiện ra các vật liệu cuối thời kỳ đồ đồng ở Karabakh và Ganja từ năm 1894 đến năm 1903. J. Hummel đã tiến hành nghiên cứu từ năm 1930 đến năm 1941 ở quận Goygol và Karabakh tại các di chỉ được gọi là Barrows I và II và các di chỉ cuối thời đại đồ đồng khác.
Nhà khảo cổ học Walter Crist thuộc Bảo tàng Lịch sử Tự nhiên Hoa Kỳ đã phát hiện ra một phiên bản trò chơi chó săn và chó rừng 4.000 năm tuổi ở Công viên Quốc gia Gobustan vào năm 2018. Đây là trò chơi phổ biến ở Ai Cập, Lưỡng Hà và Tiểu Á vào thời điểm đó, được phát hiện trong lăng mộ của pharaoh Ai Cập Amenemhat IV.

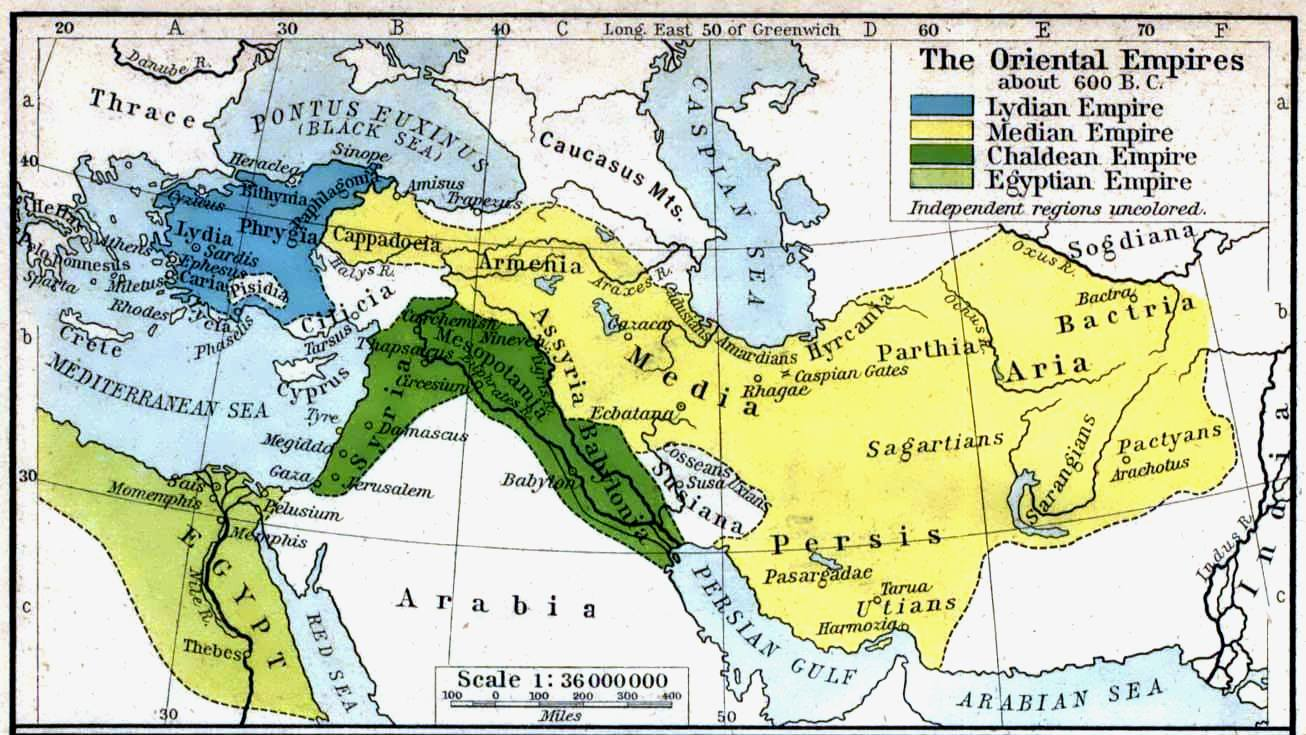
Đế quốc Media vào khoảng năm 600 trước Công nguyên

Albania Kavkaz có thể là những cư dân được biết đến sớm nhất của Azerbaijan.
 Những kẻ xâm lược ban đầu là người Scythia trong thế kỷ thứ 9 trước Công nguyên. Nam Kavkaz trở thành một phần của Đế quốc Achaemenes vào khoảng năm 550 trước Công nguyên và Hỏa giáo lan rộng ở Azerbaijan.

## Thời cổ đại
Người Achaemenes bị Alexander Đại đế đánh bại vào năm 330 trước Công nguyên. Sau sự sụp đổ của Đế chế Seleukos ở Ba Tư, Vương quốc Armenia đã cai trị các phần của Azerbaijan từ năm 190 trước Công nguyên đến năm 428 sau Công nguyên. Vương triều Arsaces của Armenia, một nhánh của Đế chế Parthia và Albania Kavkaz (Azerbaijan và Dagestan ngày nay) nằm dưới sự cai trị của Parthia trong vài thế kỷ tiếp theo. Người Albania ở Kavkaz thành lập một vương quốc vào thế kỷ 1 trước Công nguyên, chủ yếu vẫn là một nước chư hầu bán độc lập cho đến khi người Parthia bị lật đổ vào năm 252, vương quốc này trở thành một tỉnh của Đế chế Sasan. Vua Urnayr của Albania Kavkaz đã đưa Cơ đốc giáo làm quốc giáo vào thế kỷ IV, biến Albania thành một quốc gia Cơ đốc giáo cho đến thế kỷ VIII. Mặc dù phụ thuộc vào nhà Sasan Ba Tư nhưng Albania Kavkaz vẫn giữ được chế độ quân chủ của riêng mình. Sự kiểm soát của nhà Sasan kết thúc với thất bại vào năm 642 trước triều đại khalip (Khalifah) nhà Abbas trong cuộc chinh phục Ba Tư của người Hồi giáo.
Sự di cư và định cư của những người du mục Á-Âu và Trung Á đã là một hình mẫu khu vực trong lịch sử Kavkaz từ kỷ nguyên nhà Sassan Ba Tư cho đến sự xuất hiện của người Thổ Nhĩ Kỳ Azerbaijan vào thế kỷ 20. Trong số những người du mục Iran có người Scythia, người Alan, người Cimmeria và người Khazar. Người Hung đã xâm lược trong thời kỳ của người Hung và người Khazar. Derbent đã được củng cố trong thời Sasan để ngăn chặn những người du mục từ bên ngoài Bắc Kavkaz đi qua, những người không thiết lập các khu định cư lâu dài.

### Sự cai trị của Achaemenes và Seleukos

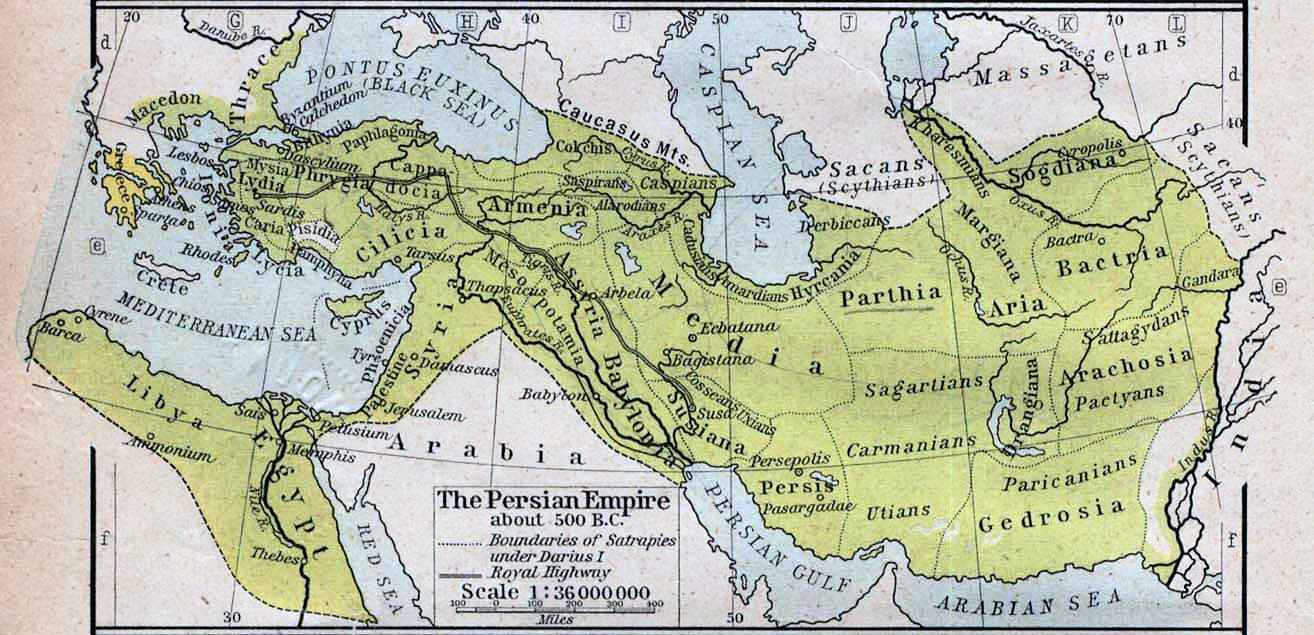
Đế quốc Achaemenes ở mức độ vĩ đại nhất

Sau khi Đế quốc Media bị lật đổ, Azerbaijan bị vua Ba Tư Cyrus Đại đế xâm lược vào thế kỷ thứ 6 trước Công nguyên. Sự cai trị ban đầu của người Ba Tư đã tạo điều kiện cho sự trỗi dậy của Hỏa giáo và các ảnh hưởng văn hóa Ba Tư khác. Nhiều người Albania Kavkaz là những người thờ lửa, một tập tục của Hỏa giáo.
Đế quốc Achaemenes tồn tại hơn 250 năm trước khi bị Alexander Đại đế chinh phục, dẫn đến sự trỗi dậy của văn hóa Hy Lạp trên khắp đế chế Ba Tư cũ. Người Hy Lạp Seleukos kế thừa Kavkaz sau cái chết của Alexander vào năm 323 TCN nhưng bị bao vây bởi áp lực từ La Mã, những người Hy Lạp ly khai ở Bactria và Parni: một bộ tộc du mục Đông Iran xâm nhập vào vùng đông bắc Seleukos từ cuối thế kỷ 4 đến thế kỷ 3 trước Công nguyên; điều này cho phép các bộ lạc Kavkaz địa phương thành lập một vương quốc độc lập lần đầu tiên kể từ cuộc xâm lược của Media.

### Chinh phục Albania Kavkaz, Parthia và Sasan

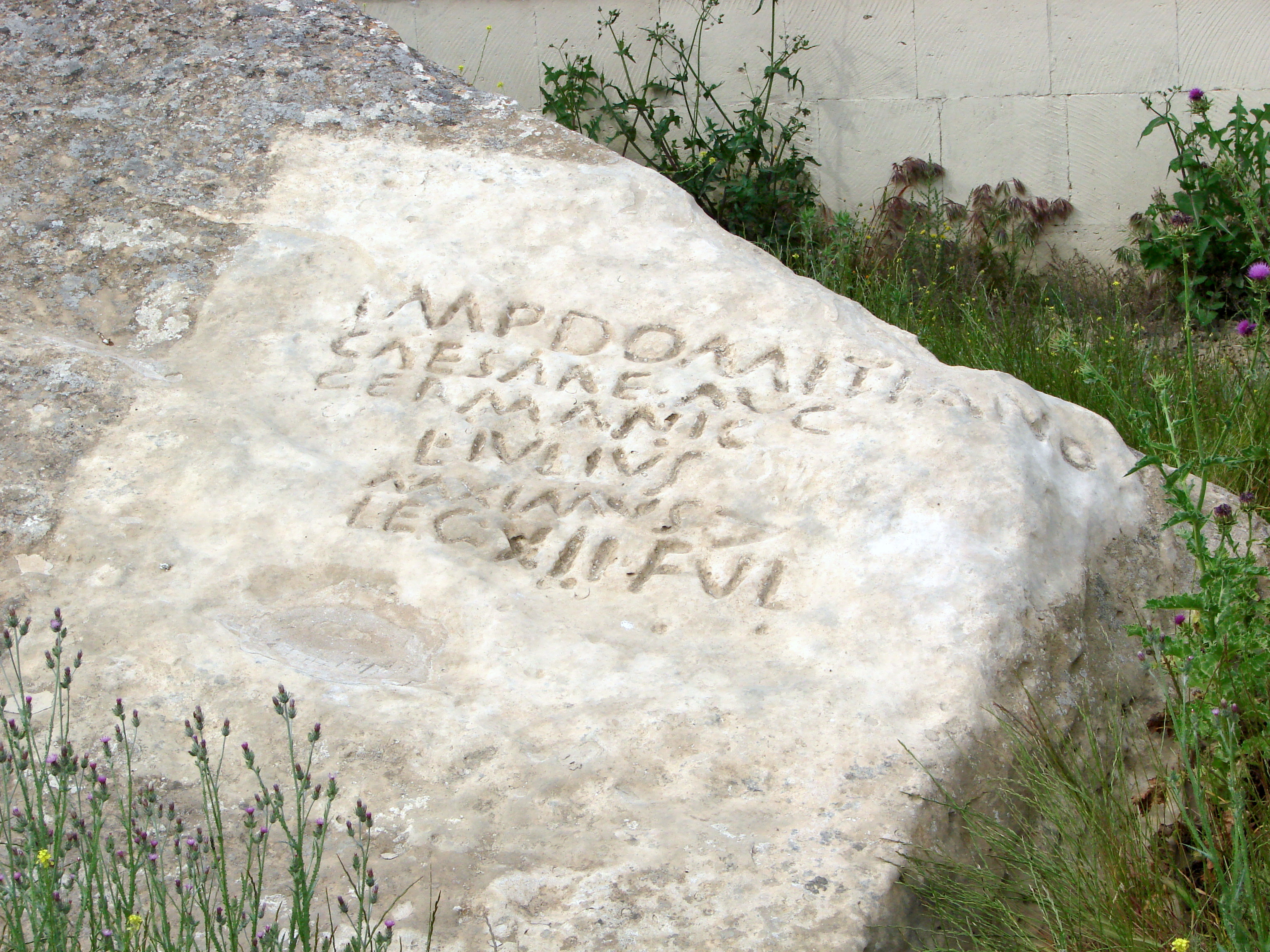
Văn tự bằng chữ La Mã ở Qobustan

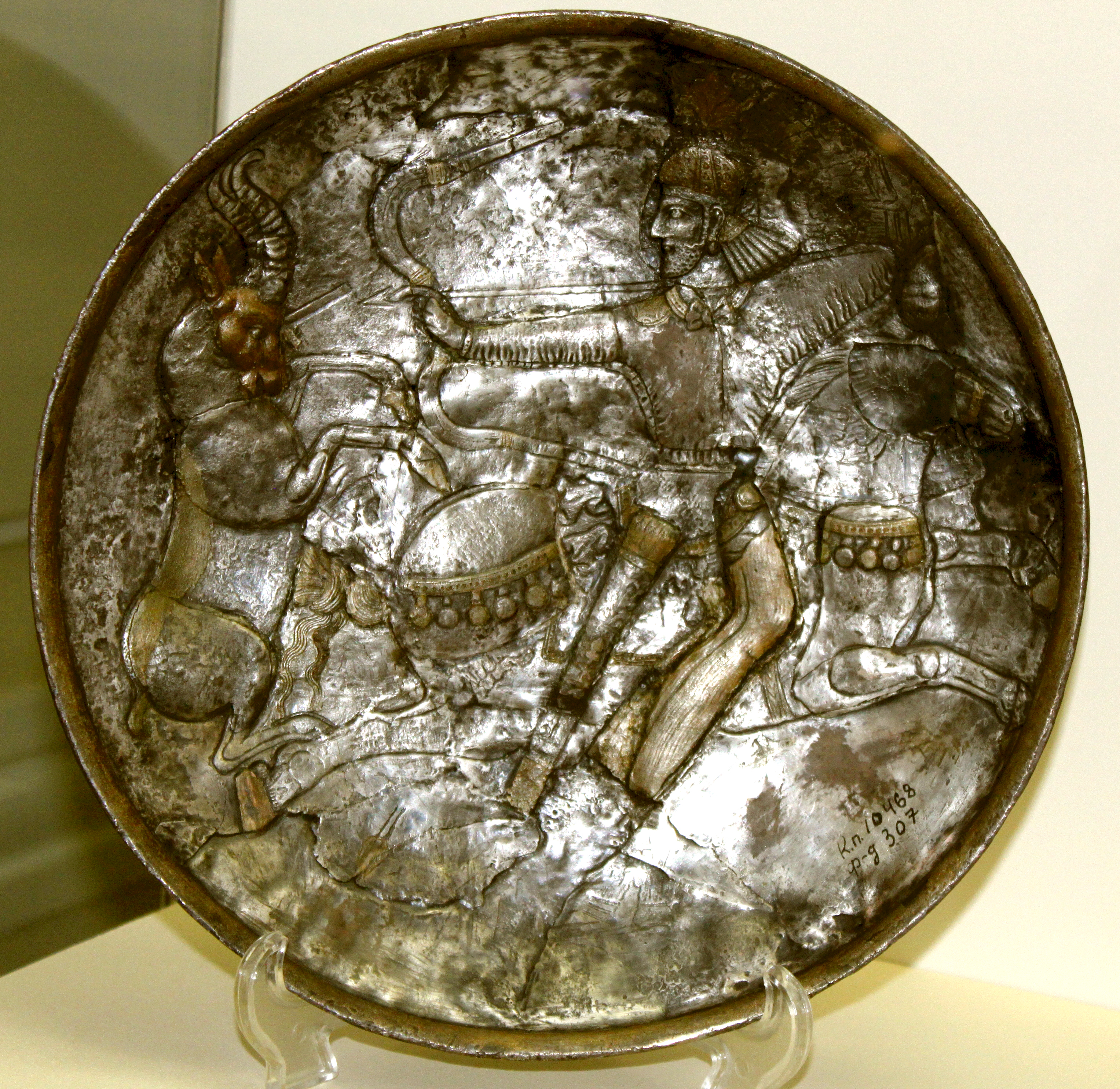
Đĩa bạc thời Sasan từ quận Shamakhi (Bảo tàng Lịch sử Nhà nước Azerbaijan)

Vương quốc Albania liên kết với nhau xung quanh bản sắc của người Kavkaz để tạo nên một nhà nước trong một khu vực gồm các quốc gia-đế chế. Trong thế kỷ thứ hai hoặc thứ nhất trước Công nguyên, người Armenia đã chiếm các lãnh thổ phía nam Albania và chinh phục Karabakh và Utik, nơi sinh sống của các bộ lạc Albania bao gồm người Udi, Gargaria và Caspia. Vào thời điểm này, biên giới giữa Albania và Armenia là Kura.
Khi khu vực trở thành chiến trường khi La Mã và Đế chế Parthia bắt đầu mở rộng, hầu hết Albania bị thống trị trong một thời gian ngắn bởi các quân đoàn La Mã dưới quyền Pompey; phía nam thì do người Parthia kiểm soát. Một bản khắc đá văn tự La Mã ở cực đông của Legio XII Fulminata dưới thời trị vì của Domitianus tồn tại ngay phía tây nam của Baku ở Gobustan. Albania Kavkaz sau đó hoàn toàn nằm dưới quyền cai trị của Parthia.
Năm 252-253, Albania Kavkaz bị Đế quốc Sasan xâm chiếm và sát nhập. Là một nước chư hầu, nó vẫn giữ chế độ quân chủ của mình; Tuy nhiên, vua Albania không có thực quyền và hầu hết các quyền dân sự, tôn giáo và quân sự đều do marzban nhà Sasan nắm giữ. Sau chiến thắng của nhà Sasan trước La Mã năm 260, chiến thắng và sự sáp nhập của Albania và Atropatene đã được Shapur I mô tả trong một văn tự bằng ba thứ tiếng tại Naqsh-e Rostam.
Urnayr (343-371), có quan hệ hôn nhân với Shapur II (309-379), nắm quyền ở Albania. Với chính sách đối ngoại có phần độc lập, ông liên minh với Shapur nhà Sasan. Theo Ammianus Marcellinus, người Albania đã cung cấp lực lượng quân sự (đặc biệt là kỵ binh) cho quân đội của Shapur trong các cuộc tấn công chống lại La Mã. Cuộc bao vây Amida (359) kết thúc với chiến thắng của nhà Sasan và một số vùng của người Albania đã được trả lại. Marcellinus lưu ý rằng kỵ binh Albania đóng một vai trò trong cuộc bao vây tương tự như Xionites và người Albania đã được khen ngợi vì liên minh của họ với Shapur:
Đứng bên trái anh ta [Šapur II] là Grumbates, vua Chionitae, một người có sức mạnh trung bình với chân tay teo tóp nhưng có một trí óc tuyệt vời nhất định và nổi bật bởi vinh quang của nhiều chiến công. Bên phải là vua của Albania, đẳng cấp ngang hàng, danh giá cao.
Sau sự phân chia Armenia năm 387 giữa Đông La Mã và Ba Tư, các vị vua Albania đã giành lại quyền kiểm soát các tỉnh Uti và Artsakh (phía nam Kur) khi các vị vua Sasan ban thưởng cho họ vì lòng trung thành với Ba Tư.
Các sử gia Armenia thời Trung cổ như Movses Khorenatsi và Movses Kaghankatvatsi đã viết rằng người Albania đã chuyển sang Cơ đốc giáo trong thế kỷ IV bởi Gregory Người soi sáng của Armenia. Urnayr chấp nhận Cơ đốc giáo, được rửa tội bởi Gregory và tuyên bố Cơ đốc giáo là tôn giáo chính thức của vương quốc ông.
Nhà Mihran (630-705) đến Albania từ Gardman vào đầu thế kỷ VII. Partav (nay là Barda) là trung tâm hành chính của vương triều. Theo M. Kalankatli, vương triều được thành lập bởi Mehran (570-590) và Varaz Grigor (628-642) nhận danh hiệu "hoàng tử Albania".
Partav là thủ đô của Albania dưới thời trị vì của con trai Grigor là Javanshir (642-681), người đã sớm thể hiện lòng trung thành với shah Yazdegerd III (632-651) nhà Sasan. Ông đã lãnh đạo quân đội Albania với tư cách là  sparapet  (tương đương chức Nguyên soái) từ năm 636 đến năm 642. Bất chấp chiến thắng của người Ả Rập trong trận Kadissia năm 637, Javanshir đã chiến đấu như một đồng minh của nhà Sasan. Sau sự sụp đổ năm 651 của Đế chế Sasan trước Khalifah Ả Rập, ông chuyển sang trung thành với Đế chế Byzantine ba năm sau đó. Constans II đã bảo vệ Javanshir, người đã đánh bại người Khazar gần Kura vào năm 662. Ba năm sau, người Khazar tấn công Albania, biến nó thành chư hầu để đổi lấy việc trả lại những người bị giam cầm và gia súc. Javanshir thiết lập quan hệ ngoại giao với Khalifah để bảo vệ đất nước của mình khỏi bị xâm lược qua biển Caspi. Sau hai lần hội kiến Muawiyah I tại Damascus vào năm 667 và 670, thuế của Albania được giảm bớt. Javanshir bị ám sát năm 681 bởi các quý tộc Byzantine thù địch. Sau khi ông chết, người Khazar lại tấn công Albania; Quân đội Ả Rập tiến vào năm 705 và giết người thừa kế cuối cùng của Javanshir ở Damascus, kết thúc triều đại nhà Mihran và bắt đầu sự cai trị của Khalifah.

## Thời Trung Cổ

### Cuộc chinh phục Hồi giáo

Các khalifah ban đầu:
Muhammad, 622–632
Khalifah Rashidun, 632–661
Khalifah Umayyad, 661–750

Người Ả Rập Hồi giáo đã đánh bại Đế quốc Sasan và Byzantine khi họ tiến vào Kavkaz, biến Albania Kavkaz trở thành một nước chư hầu sau khi Javanshir đầu hàng năm 667.
 Giữa thế kỷ thứ 9 và thứ 10, các học giả Ả Rập bắt đầu gọi khu vực giữa Kura và Aras là "Arran".
 Người Ả Rập từ Basra và Kufa đến Azerbaijan, chiếm giữ những vùng đất bị bỏ hoang.
Vào đầu thế kỷ thứ tám, Azerbaijan là trung tâm của các cuộc chiến tranh giữa ba bên Khalifah – Khazar – Byzantine. Năm 722–723, người Khazar tấn công lãnh thổ Ngoại Kavkaz của người Ả Rập. Một đội quân Ả Rập do Al-Jarrah ibn Abdallah chỉ huy đã đánh đuổi quân Khazar khỏi Kavkaz. Al-Jarrah đã chiến đấu theo cách của mình về phía bắc dọc theo bờ biển phía tây Caspia, lấy lại Derbent và cùng quân đội của mình tiến tới thủ đô của hãn quốc Khazar ở Balanjar, chiếm được thủ đô của hãn quốc Khazar và đưa tù nhân xung quanh Gabala. Sau đó al-Jarrah quay trở lại Sheki.
Trong thế kỷ IX, khalifah Abbas đã đối phó với các cuộc nổi dậy chống lại sự thống trị của người Ả Rập. Phong trào Khurramīyah do Babak Khorramdin lãnh đạo đã tổ chức một cuộc khởi nghĩa lâu dài. Các chiến thắng của Babak trước các tướng lĩnh Ả Rập gắn liền với việc ông ta chiếm được pháo đài Babak, theo các nhà sử học Ả Rập, ảnh hưởng của ông ta mở rộng đến Azerbaijan: "phía nam đến gần Ardabil và Marand, phía đông tới Biển Caspi và quận Şamaxı và Şirvan, phía bắc đến thảo nguyên Muqan (Moḡan) và bờ sông Aras, phía tây đến các quận Jolfa, Nakjavan và Marand ".

### Các quốc gia phong kiến trong các thế kỷ IX-XI
Sau sự suy tàn của Khalifah Abbas, lãnh thổ của Cộng hòa Azerbaijan đương thời được cai trị bởi các triều đại bao gồm nhà Shaddad Iran, các Shirvanshah và Vương triều Sallar, nhà Saj và nhà Buya.

### Shirvanshah (Các shah của Şirvan)
Shirvanshah, Shīrwān Shāh hay Sharwān Shāh, là danh hiệu của những người cai trị Şirvan: một triều đại Ba Tư gốc Ả Rập. Các Shirvanshah duy trì mức độ tự trị cao với tư cách là những người cai trị địa phương và chư hầu từ năm 861 đến năm 1539, triều đại này kéo dài hơn bất kỳ triều đại nào khác trong thế giới Hồi giáo.
V.F Minorsky trong cuốn sách của ông có tiêu đề "Lịch sử của Sharvan và Darband trong thế kỷ 10-11" đã phân biệt bốn triều đại của các Shirvanshah; l. Shirvanshah, (nhà Sassan chỉ định họ bảo vệ biên giới phía bắc; 2. Vương triều Mazyad, 3. Nhà Kasran; 4.Shirvanshah Derbent hay triều đại Derbent.
Vào cuối thế kỷ X - đầu thế kỷ XI, họ bắt đầu chiến tranh với Derbent (sự cạnh tranh này kéo dài hàng thế kỷ) và vào những năm 1030, họ phải đẩy lùi các cuộc tấn công của người Rus và người Alan.
Người cai trị cuối cùng của nhà Mazyad là Yazid ibn Ahmad. Từ năm 1027 đến năm 1382, vương triều Kasran bắt đầu cai trị các Shirvanshah. Năm 1032 và 1033, quân đội của người Alan tấn công lãnh thổ ở Şamaxı nhưng bị đánh bại bởi quân của các Shirvanshah. Vương triều Kasran cai trị nhà nước một cách độc lập cho đến năm 1066 khi các bộ lạc Seljuk đến Azerbaijan, Shirvanshah I Fariburz chấp nhận sự phụ thuộc vào họ, bảo toàn độc lập nội bộ.
Theo báo cáo, Shirvan đã độc lập trong hai thời kỳ: dưới thời hai sultan huyền thoại Manūchehr và Akhsitan I (người xây dựng Baku) và dưới thời nhà Derbent thế kỷ XV. Giữa thế kỷ XIII và XIV, các Shirvanshah là chư hầu của đế chế Mông Cổ và nhà Timur.
Các Shirvanshah Khalilullah I và Farrukh Yassar đã chủ trì một thời kỳ ổn định vào giữa thế kỷ XV. Cung điện của các Shirvanshah ở Baku (bao gồm các lăng mộ) và khanqah thuộc nhánh Khalwati của Hồi giáo mật tông được xây dựng trong triều đại của họ. Các Shirvanshah là theo Hồi giáo Sunni và chống lại nhánh Safavi của Hồi giáo Shia. Thủ lĩnh nhà Safavi Shaykh Junayd đã bị giết trong một cuộc giao tranh năm 1460 với Shirvanishah, dẫn đến thù hận của giáo phái.

### Triều đại Saj
Vương triều Saj là một triều đại Hồi giáo cai trị từ năm 889–890 cho đến năm 929. Nhà Saj cai trị Azerbaijan đầu tiên từ Maragha và Barda và sau đó từ Ardabil.
Theo nhà sử học Azerbaijan Abbasgulu aga Bakikhanov, từ năm 908-909 đến năm 919, nhà Saj đã khiến Shirvanshah Vương triều Mazyad phụ thuộc vào họ. Do đó, vào đầu thế kỷ X, nhà Saj bao gồm các vùng lãnh thổ từ Zanjan ở phía nam đến Derbent ở phía bắc, từ biển Caspi ở phía đông đến các thành phố Ani và Dabil ở phía tây, bao gồm hầu hết các vùng đất của Azerbaijan hiện đại.
Sau cái chết của Yusuf ibn Abu Saj, người cai trị cuối cùng của triều đại nhà Saj là Deysam ibn Ibrahim đã bị đánh bại bởi người cai trị của Daylam (Gilan) Marzban ibn Muhammad, người đã kết thúc triều đại nhà Saj và thành lập Vương triều Sallar năm 941 và đặt kinh đô ở Ardabil.

### Vương triều Sallar
Vương triều Sallar là một triều đại Hồi giáo cai trị các lãnh thổ của Azerbaijan cũng như Azerbaijan thuộc Iran từ năm 941 đến năm 979.
Vào năm 943-944, người Nga đã tổ chức một chiến dịch đến vùng Caspi, chiến dịch tàn bạo hơn nhiều lần so với chiến dịch tháng 3 913/14. Kết quả của chiến dịch này ảnh hưởng đến tình hình kinh tế trong khu vực, Barda đã đánh mất vị thế và bản chất của một thành phố lớn và nhường vị trí này cho Ganja.
Vương triều Sallar bị buộc phải công nhận quyền cai trị của nhà Shaddad, đã củng cố ở Ganja vào năm 971. Sau đó, họ bị người Thổ Nhĩ Kỳ nhà Seljuk đồng hóa vào cuối của thế kỷ 11.

### Nhà Shaddad
Nhà Shaddad là một triều đại Hồi giáo cai trị khu vực giữa hai con sông Kura và Araxes từ năm 951 đến năm 1199 sau Công nguyên.
Muhammad ibn Shaddad được coi là người sáng lập ra triều đại Shaddad. Lợi dụng sự suy yếu của nhà Sallar, Muhammad ibn Shaddad đã nắm quyền kiểm soát thành phố Dvin và thành lập nhà nước của mình, đồng thời mở rộng quyền lực đến các vùng lãnh thổ ở Azerbaijan và các thành phố lớn chẳng hạn như Barda và Ganja.
Fadl ibn Muhammad đã xây dựng cầu Khodaafarin dọc theo sông Aras để kết nối các lãnh thổ giữa bờ bắc và bờ nam Aras. Năm 1030, ông tổ chức một cuộc viễn chinh chống lại Hãn quốc Khazar.
Năm 1030, một cuộc tấn công mới vào Shirvanshah của 38 tàu Nga đã diễn ra, Shirvanshah Manučehr bị thất bại nặng nề. Vào thời điểm đó, con trai của Fadl I là Askuya nổi loạn ở Beylagan. Người con trai trung thành của Fadl I là Musa đã trả tiền chuộc cho quân Nga để cứu Beylagan. Kết quả là cuộc nổi dậy của Askuya bị dập tắt và anh ta bị xử tử.

### Nhà Seljuk
Thời kỳ Azerbaijan là một phần của Đế chế Seljuk có thể quan trọng hơn cuộc chinh phục của người Ả Rập vì nó đã giúp định hình bản sắc của người Thổ Nhĩ Kỳ Azerbaijan hiện đại. Sau sự suy tàn của khalifah Abbas, lãnh thổ của Cộng hòa Azerbaijan hiện nay được cai trị bởi các triều đại bao gồm nhà Shaddad Iran và Vương triều Sallar, Vương triều Saj và triều đại Buya. Vào đầu thế kỷ 11, khu vực này bị chiếm đóng bởi làn sóng người Thổ Nhĩ Kỳ Oghuz từ Trung Á. Những người cai trị người Thổ Nhĩ Kỳ đầu tiên là nhà Ghaznavi từ phía bắc Afghanistan, họ đã tiếp quản một phần của Azerbaijan vào năm 1030. Tiếp theo là các triều đại nhà Seljuk, một nhánh phía tây của người Thổ Nhĩ Kỳ Oghuz đã chinh phục Iran và Kavkaz. Người Seljuk tiến đến Iraq, nơi họ lật đổ nhà Buya ở Baghdad vào năm 1055.
Nhà Seljuk sau đó cai trị một đế chế bao gồm Iran và Azerbaijan cho đến cuối thế kỷ 12. Trong thời gian cai trị của họ, quốc vương Nizam ul-Mulk (một học giả và nhà quản trị người Ba Tư nổi tiếng) đã giúp đưa ra một số cải cách giáo dục và quan liêu. Cái chết của ông vào năm 1092 bắt đầu sự suy tàn của đế chế Seljuk, đế chế này sụp đổ nhanh chóng sau cái chết của vua Ahmad Sanjar vào năm 1153.
Khi người cai trị nhà Seljuk là Toghrul Beg đến Azerbaijan và Arran để thiết lập quyền lực, người cai trị nhà Rawwad là Vahsudan vào năm 1054 và sau đó vào năm 1062, con trai của ông và người kế vị Mamlan II buộc phải chấp nhận sự cai trị của Toghrul Beg ở Tebriz. Sau Vahsudan nhà Rawwad, Togrul Bey đến Ganja và Abulasvar Shavur chấp nhận sự cai trị của ông vào năm 1054.
Năm 1075, Alp Arslan sát nhập vùng lãnh thổ cuối cùng của nhà Shaddad. Theo tác phẩm khuyết danh  Tariḵ Bab al-Abwab , Alp Arslan đã chỉ định al-Bab và Arran là  iqta  cho nô lệ Sav Tegin của mình, người đã chiếm giữ những khu vực này bằng vũ lực từ Fażlun vào năm 1075 và kết thúc triều đại nhà Shaddad. Một nhánh của nhà Shaddad tiếp tục cai trị ở tiểu vương quốc Ani với tư cách là chư hầu của Đế chế Seljuq trong khi những nhánh nhà Shaddad khác bị nhà Seljuq đồng hóa.
Đề cập đến công trình của Minorsky, sử gia Azerbaijan Sara Ashurbeyli nói rằng vào năm 1066–67, dưới thời trị vì của Shah Fariborz b. Sallār (1063–1096), người cai trị Shirvanshah, người Thổ Nhĩ Kỳ Seljuk do chỉ huy Qarategin đứng đầu đã tiến hành các cuộc hành quân lớn đến Şamaxı và Baku, sau đó, Shah I Fariburz chấp nhận phụ thuộc vào nhà Seljuk bằng cách trả 40.000 dinar mỗi năm.
Việc không có tên của nhà vua trên các đồng tiền được đúc dưới thời trị vì của con trai ông là Akhsitan I cho thấy rằng nhà Seljuk đã suy yếu và các Shirvanshah đã độc lập.
Các lãnh thổ của Seljuk được cai trị bởi các atabeg, chư hầu của các quốc vương Seljuk, những người đôi khi là những người cai trị  trên thực tế . Danh hiệu atabeg trở nên phổ biến trong thời kỳ Seljuk cai trị vào thế kỷ XII. Từ cuối thế kỷ XII đến đầu thế kỷ XIII, Azerbaijan trở thành một trung tâm văn hóa của người Thổ Nhĩ Kỳ. Các cung điện của atabeg Eldiguz và Shirvanshah đã tiếp đãi nhiều vị khách quý, nhiều người trong số họ là các nghệ nhân và nhà khoa học Hồi giáo.
Cơ sở quyền lực của Atabeg Azerbaijan tập trung xung quanh Nakhchivan và sẽ tập trung vào Gruzia. Nó mở rộng đến Arran và nắm quyền kiểm soát từ Beilagan đến Şəmkir. Ông trở thành người cai trị hầu như độc lập của Azerbaijan vào năm 1146. Cuộc hôn nhân của ông với Mumine Khatun cho phép ông can thiệp vào cuộc tranh chấp vương triều giữa các quốc vương Seljuk ở Iraq sau cái chết của Masud vào năm 1152.
Sau cái chết của Shamsaddin Eldaniz tại Nakhchivan vào năm 1175, con trai ông là Muhammad Jahan Pahlavan kế vị. Pahlavan chuyển thủ đô từ Nakhchivan đến Hamadan ở miền tây Iran và đưa em trai mình là Qizil Arslan Uthman làm người cai trị Azerbaijan. Năm 1174, Qizil Arslan chiếm được Tabriz, nơi sau đó trở thành thủ đô của ông.
Sau cái chết của Muhammad Jahan Pahlavan, anh trai của ông là Qizil Arslan (1186–1191) lên ngôi. Qizil Arslan tiếp tục cuộc đấu tranh thành công chống lại Đế chế Seljuk. Đồng thời, quyền lực trung ương bắt đầu yếu đi khi các mamluk, những người đã củng cố sự thống trị trong khu vực của họ, không muốn phục tùng Sultan. Ngay cả Shirvanshah Akhsitan I, người từng là quân sư của các Atabeg đã cố gắng can thiệp vào công việc nội bộ của nhà Eldiguz và phản đối nguyện vọng lên ngôi của Qizil Arslan. Để đối phó, Qizil Arslan xâm lược Shirvan vào năm 1191, tới Derbent và khuất phục toàn bộ Shirvan. Năm 1191, Toghrul III, người cai trị nhà Seljuq cuối cùng bị lật đổ bởi Qizil Arslan. Sau đó, khi Khalif rời đi, ông tự xưng mình là Sultan. Sau đó, ông bị đầu độc bởi Innach Khatun vào tháng 9 năm 1191.
Dưới thời nhà Seljuk, sự tiến bộ trong thơ ca của các nhà thơ Ba Tư Nizami Ganjavi và Khaqani, những người sống ở khu vực này và đánh dấu đỉnh cao của văn học Ba Tư thời Trung cổ. Khu vực này trải qua một thời kỳ bùng nổ xây dựng và kiến trúc Seljuk độc đáo được thể hiện qua các bức tường pháo đài thế kỷ 12, nhà thờ Hồi giáo, trường học, lăng mộ và cầu Baku, Ganja và bán đảo Absheron. Năm 1225, Jalal ad-Din Mingburnu của nhà Khwarezm-Shah đã chấm dứt quyền cai trị của nhà Seljuk và atabeg.

### Sự cai trị của Mông Cổ và Hãn quốc Y Nhi
Cuộc xâm lược của Mông Cổ vào Trung Đông và Kavkaz đã tác động đến Azerbaijan và hầu hết các nước láng giềng. Năm 1231, Mông Cổ chiếm hầu hết Azerbaijan và giết Jalal ad-Din Mingburnu. Bốn năm sau, họ phá hủy các thành phố Ganja, Şəmkir, Tovuz và Şabran trên đường đến Kievan Rus'. Đến năm 1236, Ngoại Kavkaz nằm trong tay của Oa Khoát Đài.

### Kết thúc sự thống trị của Mông Cổ và sự ganh đua của Kara Koyunlu-Aq Qoyunlu

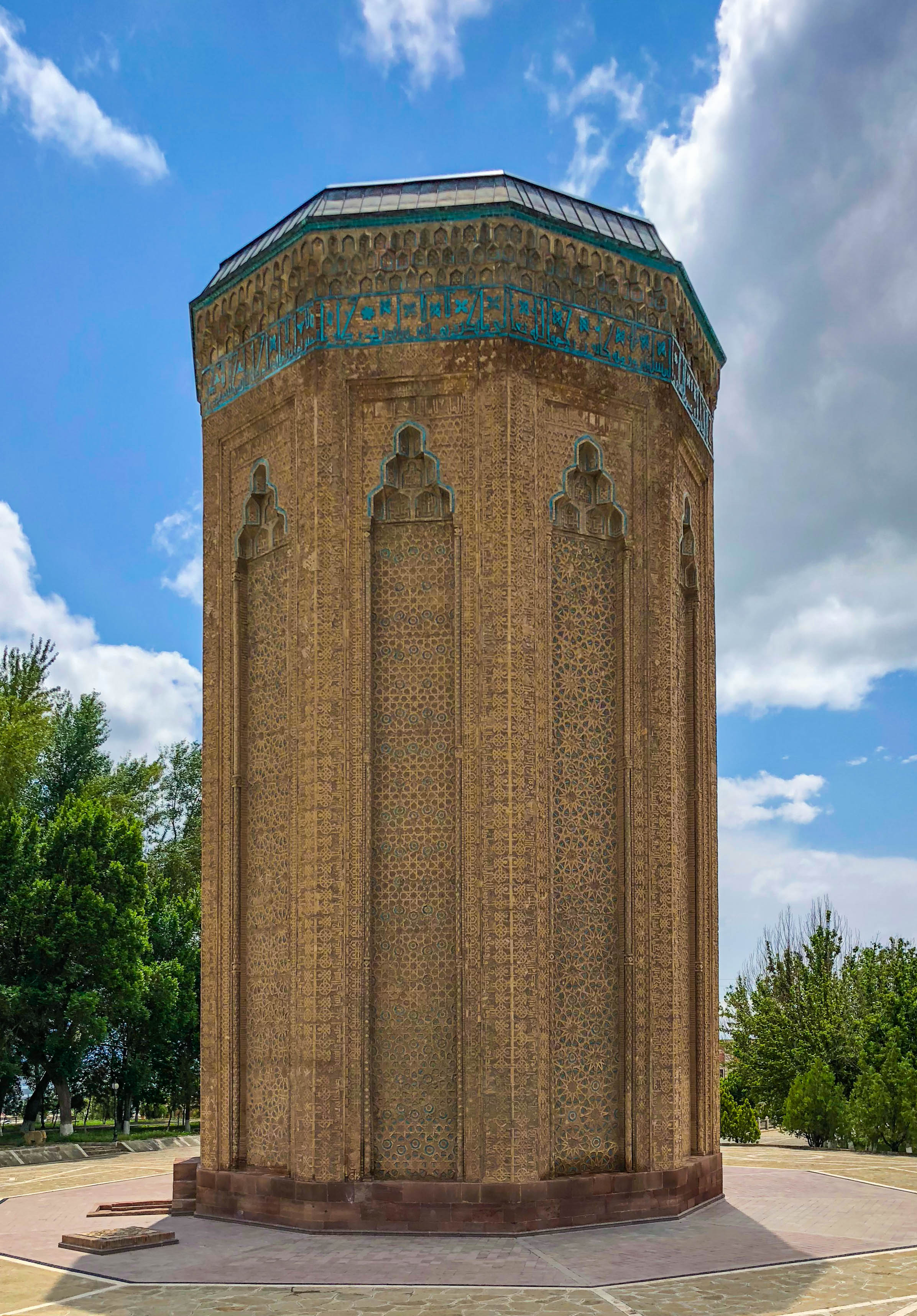
Lăng Momine Khatun ở Nakhchivan

Timur (Tamurlane) xâm lược Azerbaijan trong những năm 1380, tạm thời kết hợp nó vào lãnh thổ Âu-Á của mình. Shirvan, dưới sự cai trị của Ibrahim I của Shirvan là một nước chư hầu của Timur và đã hỗ trợ ông ta trong cuộc chiến với kẻ thống trị Mông Cổ Thoát Thoát Mê Thất của Hãn quốc Kim Trướng. Azerbaijan trải qua bất ổn xã hội và xung đột tôn giáo trong thời kỳ này do xung đột giáo phái do Hurufi, nhánh Bektaşi và các phong trào khác khởi xướng.
Sau cái chết của Timur vào năm 1405, Shah Rukh (con trai thứ tư của ông) trị vì cho đến khi qua đời vào năm 1447. Hai nhà cai trị người Thổ Nhĩ Kỳ đối thủ nổi lên ở phía tây lãnh thổ của ông: Kara Koyunlu (quanh hồ Van) và Aq Qoyunlu quanh Diyarbakır. Kara Koyunlu lên ngôi khi thủ lĩnh của họ, Qara Yusuf đánh bại Sultan Ahmed Mirza (vị vua cuối cùng của Vương quốc Hồi giáo Jalayir), chinh phục các vùng đất phía nam Azerbaijan vào năm 1410 và thành lập thủ đô tại Tabriz. Dưới thời Jahan Shah, họ đã mở rộng sang miền trung Iran và đến tận Đại Khorāsān. Aq Qoyunlu trở nên nổi bật dưới thời Uzun Hasan, vượt qua Jahan Shah và Kara Koyunlu vào năm 1468. Uzun Hasan cai trị Iran, Azerbaijan và Iraq cho đến khi qua đời vào năm 1478. Aq Qoyunlu và Kara Koyunlu tiếp tục truyền thống bảo trợ văn học và nghệ thuật của vương triều Timur, được minh họa bằng các bức tiểu hoạ Ba Tư ở Tabriz.

## Nhà Safavi Iran và sự trỗi dậy của Hồi giáo Shia

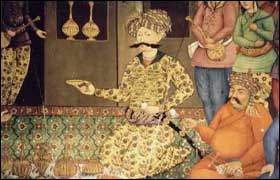
Shah Abbas I của nhà Safavi trong một bữa tiệc. Chi tiết từ một bức bích họa trên trần nhà, cung điện Chehel Sotoun, Isfahan

Nhánh Safaviyya là một nhánh của hệ phái Sufi có trụ sở tại Iran và được thành lập trong những năm 1330 bởi Safi-ad-din Ardabili (1252–1334). Nhánh này chuyển đổi thành Mười hai imam của Hồi giáo Shia vào cuối thế kỷ XV. Một số tín đồ Safaviyya (đặc biệt là Qizilbash) tin vào bản chất thần bí và bí truyền của những người cai trị và mối quan hệ của họ với nhà Ali và sẵn sàng chiến đấu vì họ. Những người cai trị nhà Safavi tuyên bố là hậu duệ của Ali và vợ ông, Fatimah (con gái của Muhammad) cho đến Imam Musa al-Kadhim thứ bảy. Số lượng Qizilbash tăng vào thế kỷ XVI; các tướng lĩnh của họ đã tiến hành một cuộc chiến thành công chống lại Aq Qoyunlu và chiếm được Tabriz.
Nhà Safavi do Ismail I lãnh đạo đã mở rộng căn cứ của họ ở Ardabil; họ đã chinh phục Kavkaz, các vùng ở Tiểu Á, Lưỡng Hà, Trung Á và các vùng phía tây Nam Á. Ismail đã cướp phá Baku vào năm 1501 và đàn áp các Shirvanshah dòng Sunni. Azerbaijan, Armenia và Dagestan đã bị nhà Safavi chinh phục từ năm 1500 đến 1502.

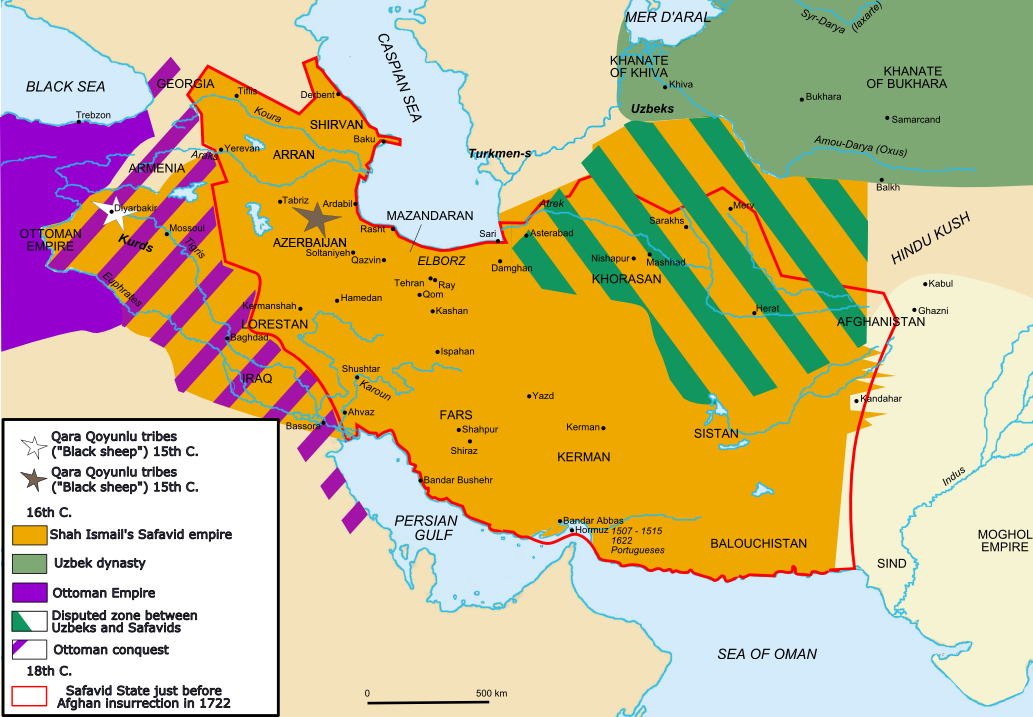
Đế chế của Ismail I

Trong thời trị vì của Ismail I và con trai ông là Tahmasp I, Hồi giáo Shia đã được áp đặt lên người Sunni ở Iran và Azerbaijan. Việc cải đạo đặc biệt khắc nghiệt ở Shirvan, nơi nhiều người Sunni bị tàn sát. Nhà Safavi Iran trở thành một chế độ thần quyền phong kiến trong thời kỳ này và Shah được coi là người đứng đầu nhà nước được thần thánh sắc phong và tôn giáo của nó. Các thủ lĩnh Qizilbash được chỉ định là  wakīl  (người đứng đầu cấp tỉnh) và vị trí  ʿUlamāʾ  đã được tạo ra. Các cuộc chiến tranh với đối thủ Sunni của nhà Safavi là Đế chế Ottoman tiếp tục diễn ra trong thời trị vì của Tahmasp I và các thành phố của nhà Safavi ở Şamaxı, Ganja và Baku bị Ottoman chiếm đóng trong những năm 1580.
Dưới thời Abbas Đại đế (1587–1630), chế độ quân chủ mang bản sắc Hồi giáo Shia Ba Tư. Triều đại của Abbas là đỉnh cao của nhà Savafi, ông đã đẩy lùi quân Ottoman và tái chiếm Kavkaz (bao gồm cả Azerbaijan) vào năm 1603. Nhận thức được quyền lực của Qizilbash, Abbas tiếp tục chính sách đồng hóa người Kavkaz vào xã hội Ba Tư và trục xuất hàng trăm nghìn người Circassia, người Gruzia và người Armenia đến Iran. Họ phục vụ trong quân đội, làm người hầu cho hoàng tộc và quản lý dân sự, giết chết Qizilbash phong kiến; những người Kavkaz đã cải đạo (được gọi là  ghulam ) trung thành với shah thay vì các thủ lĩnh bộ lạc của họ. Con cháu người Armenia, người Gruzia và người Circassia vẫn sống ở Iran. Tác động tôn giáo của nhà Safavi Iran rất lớn ở Azerbaijan do sự chuyển đổi từ đầu thế kỷ 16 sang Hồi giáo Shia, và quốc gia này có số tín đồ Hồi giáo Shia lớn thứ hai thế giới (theo tỷ lệ phần trăm, sau Iran)..

## Các hãn quốc thế kỷ XVIII và đầu thế kỷ XIX và nhượng cho Nga

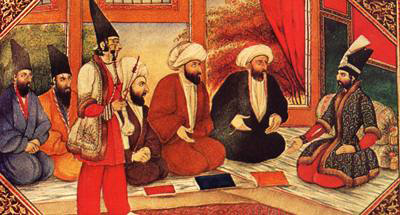
Bức tranh theo phong cách Qajar của mullah với shah

Khi xung đột dân sự diễn ra ở Iran, phần lớn Azerbaijan bị người Ottoman chiếm đóng từ năm 1722 đến năm 1736. Từ năm 1722 đến 1735, dưới triều đại của Pyotr Đại đế, bờ biển Caspi (bao gồm Derbent, Baku và Salyan) nằm dưới sự cai trị của Đế quốc Nga do kết quả của Chiến tranh Nga-Ba Tư.
Sau sự sụp đổ của nhà Safavi Iran, Nader Shah (một quân nhân Iran có nguồn gốc Türkmen) lên nắm quyền. Ông chiếm Iran, trục xuất người Afghanistan vào năm 1729 và tiến quân về phía đông Delhi với hy vọng thành lập một đế chế Ba Tư khác. Tuy nhiên, việc không củng cố căn cứ quyền lực ở Ba Tư đã khiến quân đội của Nader kiệt sức. Nader Shah kiểm soát Shah Tahmasp II và là nhiếp chính của ấu chúa Abbas III cho đến năm 1736, khi ông ta tự lên ngôi ở đồng bằng Mugan. Nader nhanh chóng thành lập một đế chế Iran mới, thâu tóm các lãnh thổ chưa được biết tới từ nhà Sasan. Ông đã chinh phục Kavkaz, Lưỡng Hà các bộ phận của Tiểu Á, các vùng đất rộng lớn ở Trung Á và đánh bại Đế quốc Mughal trong trận Karnal. Nader cướp phá Delhi, thủ đô của Đế quốc Mughal và mang nhiều của cải về Ba Tư. Mặc dù đế chế của ông tồn tại trong thời gian ngắn nhưng ông được coi là người chinh phục vĩ đại cuối cùng của châu Á.

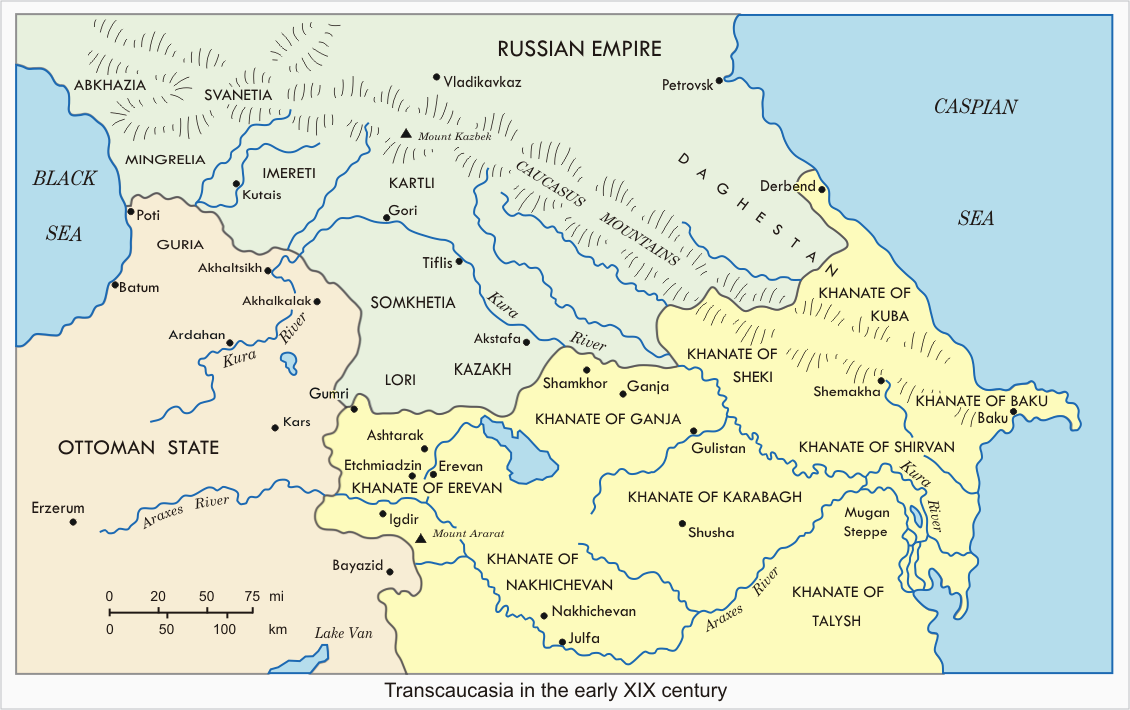
Ngoại Kavkaz vào đầu thế kỷ 19

Vương triều Afshar của Nader Shah tan rã sau khi ông bị ám sát vào năm 1747 dẫn đến một số hãn quốc Kavkaz của người Thổ Nhĩ Kỳ với các mức độ tự trị khác nhau nổi lên trong khu vực. Viên thái giám Agha Mohammad Khan Qajar quay sang thu hồi các tỉnh Safavi và Afshar xa xôi. Quay trở lại Tehran vào mùa xuân năm 1795, ông tập hợp một lực lượng khoảng 60.000 kỵ binh và bộ binh và lên đường đến Azerbaijan vào tháng 5. Ông có ý định giành lại tất cả các lãnh thổ đã mất vào tay người Ottoman và người Nga, bao gồm cả khu vực giữa Aras và Kura trước đây thuộc quyền kiểm soát của nhà Safavi Iran và Afshar. Khu vực này có một số hãn quốc, trong đó các hãn quốc quan trọng nhất là Karabakh (với thủ đô tại Şuşa); Ganja; hãn quốc Şirvan nằm dọc theo sông Kura với thủ đô tại Şamaxı; Gurjistan theo Công giáo (Gruzia), trên cả hai bờ sông Kura ở phía tây bắc với thủ đô tại Tiflis. All were under nominal Persian suzerainty. Các hãn quốc liên tục chiến tranh với nhau và chống lại các mối đe dọa từ bên ngoài. Khan phương bắc hùng mạnh nhất là Fat'h Ali Khan của Quba (mất năm 1783), người đã thống nhất hầu hết các hãn quốc láng giềng và tiến hành một cuộc viễn chinh để chiếm Tabriz từ triều đại Zand. Hãn quốc Karabakh khuất phục nước láng giềng Nakhchevān và các phần của Iravān.

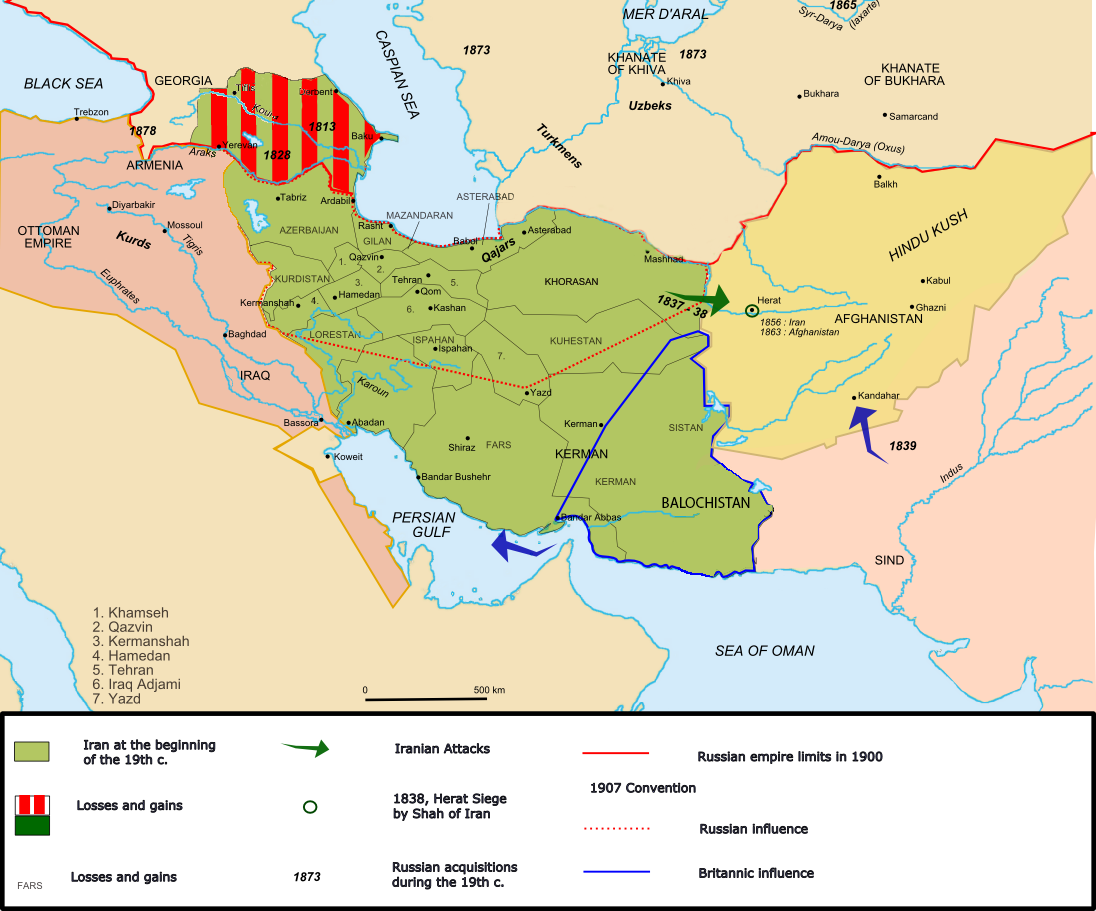
Iran khoảng năm 1900

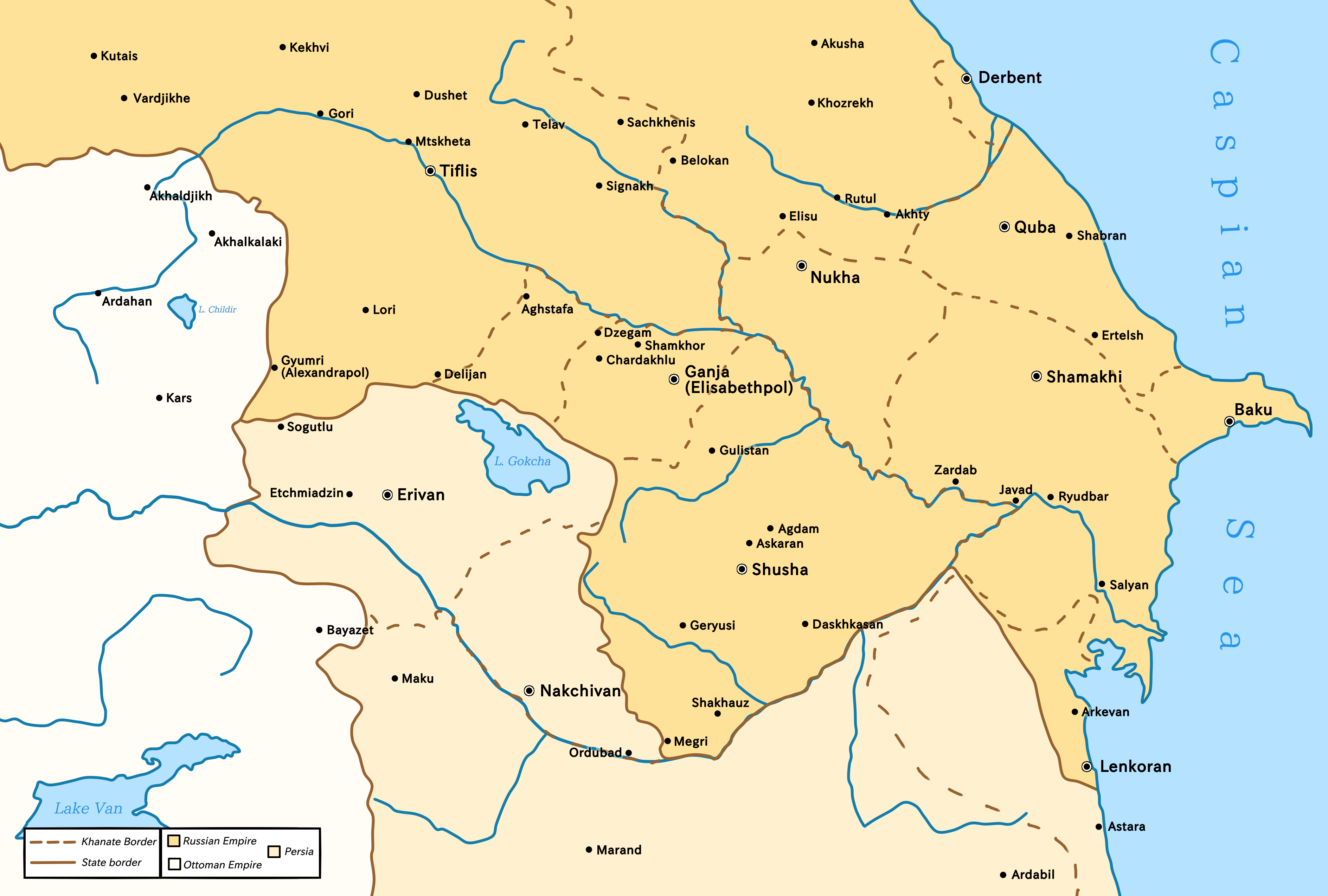
Kavkaz sau Hiệp ước Gulistan, trong đó Ba Tư đã nhượng phần lớn miền bắc của các Hãn quốc cho Nga sau chiến tranh Nga-Ba Tư lần thứ nhất

Agha Mohammad Khan đã chiến thắng cuộc nội chiến bắt đầu với cái chết của vị vua triều Zand cuối cùng. Triều đại của ông được ghi nhận với việc Iran được tái thống nhất. Sau cái chết của Nader Shah và người cuối cùng của nhà Zand, hầu hết các lãnh thổ Kavkaz của Iran đã tan rã và hình thành các hãn quốc. Agha Mohammad Khan (giống như các vị vua nhà Safavi và Nader Shah trước ông) coi khu vực này không khác gì Iran và mục tiêu đầu tiên của ông sau khi đảm bảo Iran là tái hợp nhất vùng Kavkaz vào đó. Gruzia được coi là một lãnh thổ hợp nhất. Đối với Agha Mohammad Khan, việc chinh phục và tái hòa nhập Gruzia vào đế chế Iran là một phần của quá trình đưa Shiraz, Isfahan và Tabriz dưới sự cai trị của ông. Theo  Lịch sử Iran của Cambridge , sự ly khai của Gruzia là không thể tưởng tượng được; nó phải bị chống lại như một nỗ lực nhằm tách Fars hoặc tỉnh Gilan. Agha Mohammad Khan đã làm bất cứ điều gì cần thiết để khuất phục và tập hợp lại các khu vực đã mất gần đây sau cái chết của Nader Shah và sự sụp đổ của nhà Zand, bao gồm cả việc trấn áp những hành vi phản quốc của  wali của Gruzia: Vua Erekle II, người được Nader Shah bổ nhiệm làm phó vương Gruzia.
Agha Mohammad Khan yêu cầu Erekle II hủy Hiệp ước Georgievsk được ký kết vài năm trước đó, lên án sự phụ thuộc vào Ba Tư và đồng ý nhận sự bảo vệ và hỗ trợ của Nga trong các vấn đề của nó. Ông yêu cầu Erekle II một lần nữa chấp nhận quyền thống trị của Ba Tư đổi lại hòa bình và an ninh. Ottoman, đối thủ láng giềng của Iran, đã công nhận các quyền của Iran đối với Kartli và Kakheti lần đầu tiên sau bốn thế kỷ. Erekle kêu gọi Nữ hoàng Ekaterina II của Nga viện trợ ít nhất 3.000 quân Nga; mặc dù ông ta không nhận được phản hồi từ Nga (để Gruzia chống lại Ba Tư một mình), ông vẫn từ chối tối hậu thư của Agha Mohammad Khan. Agha Mohammad Khan xâm lược Kavkaz, băng qua Aras và chiếm lại Shirvan, Erivan, Nakhchivan, Derbent, Talış, Şəki và Hãn quốc Karabakh, Tỉnh Iğdır. Trận Krtsanisi dẫn đến việc bao vây Tiflis và sự tái hợp nhất của Gruzia vào Iran. Khi Agha Mohammad Khan trở về với 15.000 đến 20.000 Gruzia bị bắt, Agha Mohammad lên ngôi shah năm 1796 ở đồng bằng Mughan giống như Nader Shah sáu mươi năm trước.
Ông bị ám sát khi đang chuẩn bị cho cuộc viễn chinh thứ hai chống lại Gruzia vào năm 1797 tại Şuşa, và Erekle II chết vào đầu năm sau. Sự cai trị của Iran ở Gruzia chỉ tồn tại trong thời gian ngắn; năm 1799, quân Nga tiến vào Tbilisi. Nga đã theo đuổi chính sách mở rộng sang các nước láng giềng phía nam (Đế chế Ottoman và Iran) từ cuối thế kỷ 17 và đầu thế kỷ 18. Hai năm sau khi Nga tiến vào Tbilisi là khoảng thời gian hỗn loạn và Gruzia bị Nga hấp thụ vào năm 1801. Iran sẽ không cho phép nhượng Ngoại Kavkaz và Dagestan, dẫn đến Chiến tranh Nga-Ba Tư 1804-1813 và 1826-1828. Đông Gruzia, Dagestan, Armenia và Azerbaijan đã được nhượng lại cho Nga trong hiệp ước Gulistan năm 1813 và hiệp ước Turkmenchay. Mặc dù chiến tranh Nga-Ba Tư 1804–1813 đã làm gián đoạn thương mại và nông nghiệp ở Kavkaz, cuộc chiến 1826–1828 chủ yếu diễn ra ở Iran. Do hậu quả của các cuộc chiến tranh, mối quan hệ lâu đời giữa Iran và các khu vực trên đã bị cắt đứt trong thế kỷ 19.

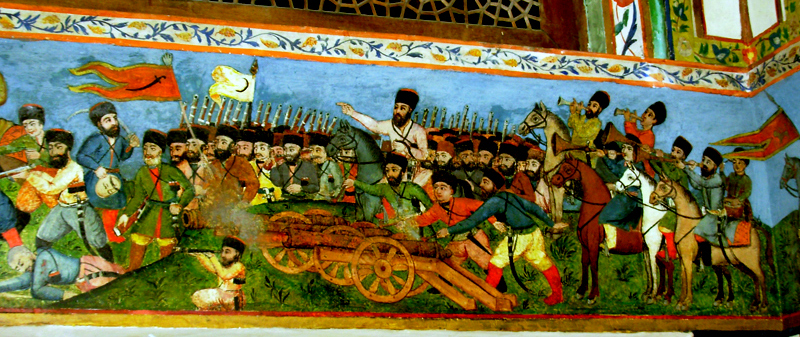
Cảnh chiến đấu thu nhỏ trong Cung điện của các Khan Şəki

Tadeusz Swietochowski đã viết, 
Chiến dịch thần tốc và thành công của Nga năm 1812 kết thúc bằng Hiệp ước Gulistan, được ký kết vào ngày 12 tháng 10 năm sau. Hiệp ước quy định việc sáp nhập các vùng rộng lớn trên lãnh thổ Iran, bao gồm Daghestan, Gruzia với tỉnh Sheragel, Imeretia, Guria, Mingrelia và Abkhazia (bốn khu vực sau này là chư hầu của Ottoman), cũng như các hãn quốc ở Karabagh, Ganja, Sheki, Shirvan, Derbent, Kuba, Baku và Talysh vào Đế quốc Nga.

Svante Cornell đã viết,
Năm 1812, Nga kết thúc chiến tranh với Thổ Nhĩ Kỳ và tiến hành tấn công Iran. Điều này dẫn đến hiệp ước Gulistan năm 1813 cho phép Nga kiểm soát các vùng lãnh thổ rộng lớn mà cho đến nay ít nhất là thuộc về Iran trên danh nghĩa và hơn nữa là một tiếng nói trong chính trị kế vị của Iran. Toàn bộ Daghestan và Gruzia, bao gồm Mingrelia và Abkhazia đã chính thức được nhượng lại cho Nga, cũng như tám Hãn quốc ở Azerbaijan ngày nay (Karabakh, Ganja, Sheki, Kuba, Shirvan, Talysh, Baku và Derbent). Tuy nhiên, như chúng ta đã thấy, người Ba Tư đã sớm thách thức quyền cai trị của Nga trong khu vực, dẫn đến một thảm họa quân sự. Iran đã mất quyền kiểm soát toàn bộ Azerbaijan và với sự dàn xếp theo hiệp ước Turkemenchai năm 1828, Nga đã đe dọa thiết lập quyền kiểm soát đối với Azerbaijan trừ khi Iran bồi thường chiến tranh. Anh đã giúp đỡ Iran trong vấn đề này nhưng thực tế vẫn là quân đội Nga đã hành quân đến tận phía nam Tabriz. Mặc dù một số khu vực nhất định (bao gồm Tabriz) đã được trả lại cho Iran nhưng trên thực tế, Nga đang ở đỉnh cao của quá trình mở rộng lãnh thổ.

Theo  Lịch sử Iran của Cambridge , 
Ngay cả khi những người cai trị trên cao nguyên không có đủ phương tiện để thực hiện quyền thống trị bên ngoài Aras, các Hãn quốc láng giềng vẫn bị coi là phụ thuộc của Iran. Đương nhiên, đó là những hãn quốc nằm gần tỉnh Āzarbāījān nhất, nơi thường xuyên trải qua những nỗ lực nhằm tái áp đặt quyền thống trị của Iran: Các vương quốc Erivan, Nakhchivān và Qarābāgh trên khắp Aras và Hãn quốc cis-Aras ở Ṭālish, với trụ sở hành chính của nó nằm ở Lankarān và do đó rất dễ bị áp lực, từ hướng Tabrīz hoặc Rasht. Ngoài Hãn quốc Qarābāgh, Khān của Ganja và Vāli của Gurjistān (người cai trị vương quốc Kartli-Kakheti ở phía đông nam Gruzia), mặc dù ít bị cưỡng bức cũng được coi là chư hầu của Shah cũng như các Hãn quốc ở Shakki và Shīrvān, phía bắc sông Kura. Tuy nhiên, các mối liên hệ giữa Iran với các Hãn quốc Bākū và Qubba có nhiều khó khăn và chủ yếu bao gồm các liên kết thương mại hàng hải với Anzalī và Rasht.
Hiệu quả của những lời khẳng định hơi lộn xộn này về quyền tự quyết phụ thuộc vào khả năng thực hiện ý chí của một vị Shah cụ thể và quyết tâm của các khả hãn địa phương để trốn tránh các nghĩa vụ mà họ thấy khó chịu.

## Chuyển đổi từ chế độ cai trị của Iran sang chế độ cai trị của Nga

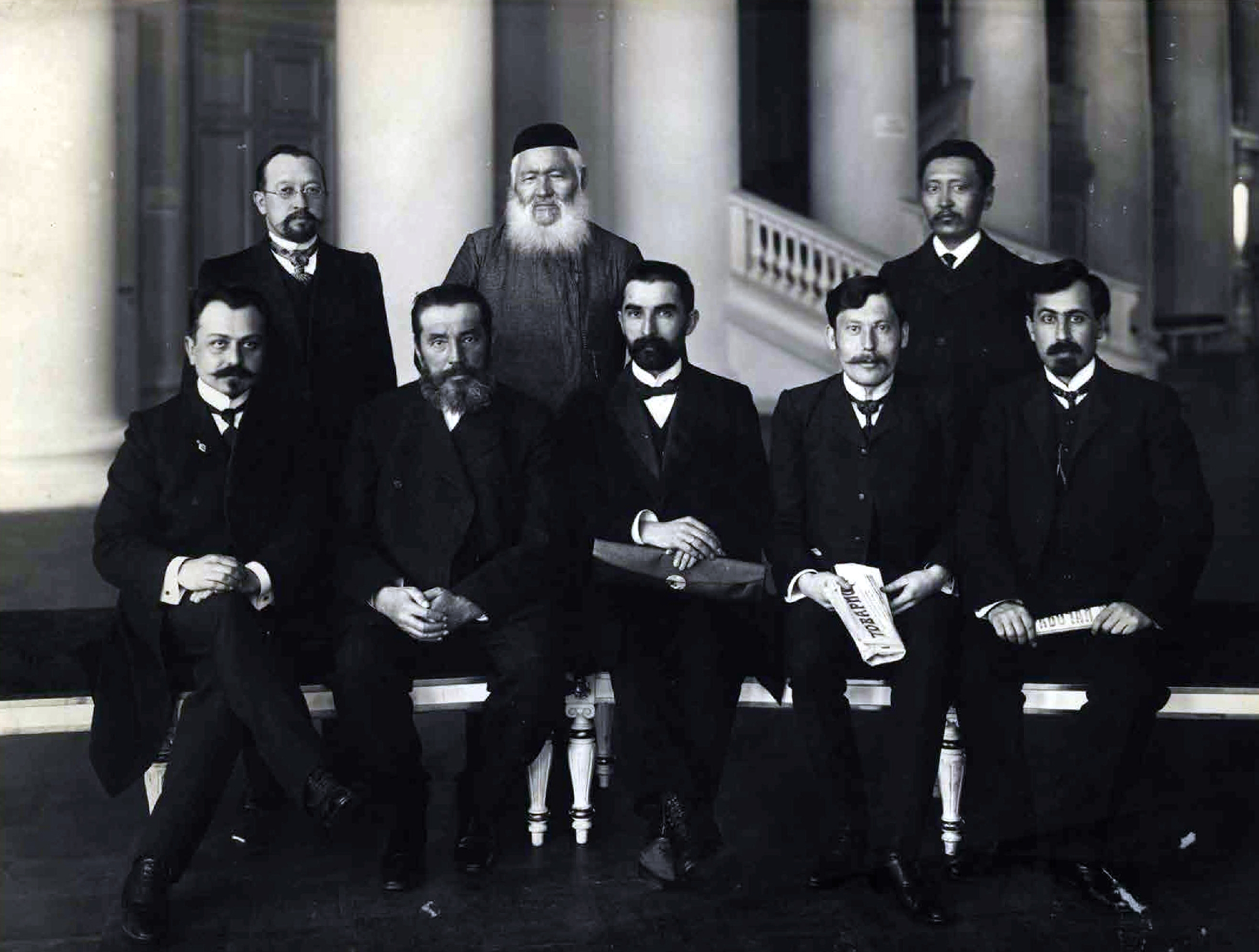
Một nhóm các đại biểu Azerbaijan của Duma Quốc gia II của Đế quốc Nga. Ngồi bên trái là Fatali Khan Khoyski, ngồi bên phải là Khalil Khasmammadov, 1907.

Theo Audrey L. Altstadt, Nga đã đạt nhiều bước tiến quân sự ở Kavkaz từ năm 1790. Sau thất bại trước Nga, nhà Qajar Iran đã nhượng lại Dagestan, Georgia và phần lớn Azerbaijan cho Nga. Các hãn quốc địa phương bị bãi bỏ (Baku và Ganja) hoặc chấp nhận sự bảo hộ của Nga.
Cuộc chiến tranh Nga-Ba Tư 1826–1828 dẫn đến một thất bại khác của Iran. Nhà Qajar nhượng lại các vùng lãnh thổ Kavkaz còn lại của họ: phần còn lại của Azerbaijan (Nakhchivan và Hãn quốc Lankaran) và Hãn quốc Erivan của Armenia. Thuế quan đối với hàng hóa của Nga đã được giảm xuống và Nga có thể giữ một lực lượng hải quân ở Biển Caspi. Hiệp ước Turkmenchay xác định mối quan hệ Nga-Iran cho đến năm 1917,
thiết lập các biên giới hiện tại của Azerbaijan và Iran khi chế độ cai trị của khan kết thúc. Trong các vùng lãnh thổ mới do Nga kiểm soát, hai tỉnh được thành lập trở thành bộ phận lớn của Azerbaijan ngày nay: Elisavetpol (Ganja) ở phía tây và Şamaxı ở phía đông. Người Azerbaijan hiện bị chia cắt giữa Azerbaijan và Iran. Cuộc chinh phục của người Nga đã khơi dậy một cuộc di cư của người Hồi giáo Kavkaz đến Iran, bao gồm nhiều người Azerbaijan từ phía bắc Aras.
Từ các cuộc chinh phạt của Nga đến những năm 1840, Azerbaijan được quản lý bởi quân đội của Sa hoàng. Nga tổ chức lại các hãn quốc trong khu vực thành các tỉnh, mỗi tỉnh do một sĩ quan quân đội cai quản với sự kết hợp của luật pháp địa phương và luật pháp Nga. Tuy nhiên, do các sĩ quan không quen với phong tục địa phương, luật pháp của đế quốc Nga ngày càng được áp dụng; điều này đã dẫn đến sự bất mãn ở địa phương. Chính quyền Nga đối xử bất công đối với những người Azerbaijan không theo đạo Thiên chúa; các nhà chức trách tôn giáo bị kiểm soát, làm phiền những người ngoại đạo. Nga đã nỗ lực phối hợp để kiểm soát việc áp dụng luật Hồi giáo và hai ban giáo hội đã được thành lập để giám sát hoạt động của đạo Hồi; nó đã chỉ định mufti cho hội đồng Sunni và shaykh al-Islām cho hội đong Shia. Năm 1857, các nhà chức trách tôn giáo của Gruzia và Armenia được phép kiểm duyệt các cộng đồng của họ vào năm 1857 nhưng các công trình tôn giáo của người Hồi giáo đã được một hội đồng kiểm duyệt ở Odessa chấp thuận. Người Thổ Nhĩ Kỳ ở Azerbaijan là đối tượng cải đạo của Nga.
Vào cuối những năm 1830, các kế hoạch đã được thực hiện để thay thế chế độ quân sự bằng chế độ dân sự. Khi hệ thống luật pháp mới có hiệu lực vào tháng 1 năm 1841, Ngoại Kavkaz được chia thành một tỉnh ở Gruzia-Imereti và một oblast ở Caspia có trung tâm ở Şamaxı. Biên giới hành chính mới đã bỏ qua biên giới lịch sử hoặc thành phần dân tộc. Khi kết thúc chế độ quân sự ở Azerbaijan, luật đế quốc Nga được áp dụng cho tất cả các vấn đề hình sự và dân sự; thẩm quyền của các tòa án tôn giáo truyền thống và Qadi đã được giảm bớt thành luật gia đình. Sau trận động đất năm 1859, thủ phủ của tỉnh phía đông được chuyển từ Şamaxı đến Baku.

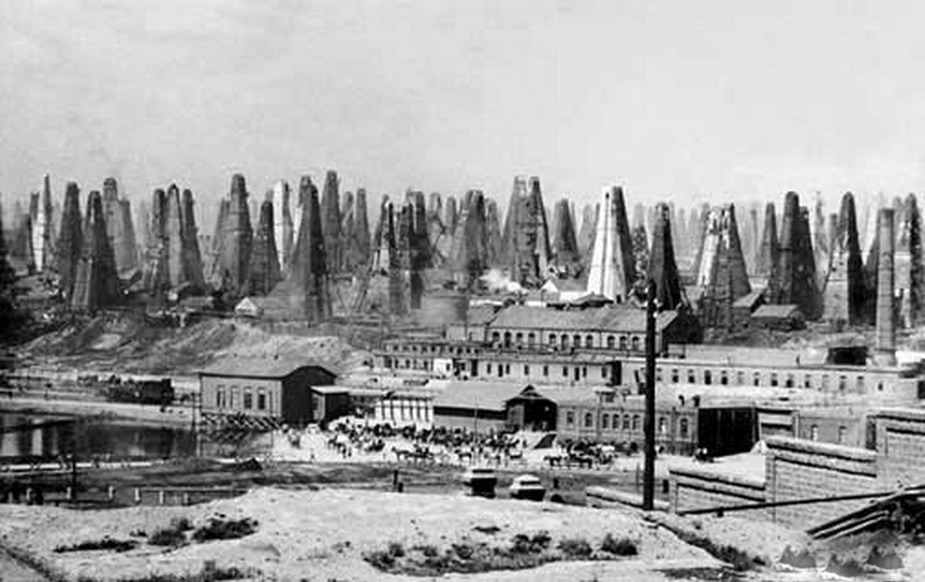
Cuối thế kỷ 19 Tháp khoan dầu ở Balaxanı

Sau hiệp ước Gulistan năm 1813, Baku đã hoàn toàn hợp nhất vào Đế quốc Nga. Những năm sau cuộc chinh phục của người Nga, Azerbaijan đã chứng kiến sự phát triển kinh tế đáng kể, đặc biệt là ở thành phố Baku sau nửa sau của thế kỷ 19. Các loại tiền riêng của các hãn quốc cũ được thay thế bằng đồng rúp và thuế quan được bãi bỏ. Những cải cách này đã khuyến khích đầu tư hơn nữa vào khu vực. Nga bắt đầu đầu tư vào các công ty cổ phần trong khu vực và đến những năm 1840, các tàu hơi nước lần đầu tiên xuất hiện trên biển Caspia. Cảng Baku đã chứng kiến sự gia tăng thương mại từ mức trung bình 400.000 rúp trong những năm 1830 lên mức trung bình 500.000 rúp trong những năm 1840 và từ 700.000 đến 900.000 rúp sau Chiến tranh Krym.
Mặc dù dầu mỏ đã được phát hiện và xuất khẩu từ khu vực này từ nhiều thế kỷ trước, cơn sốt dầu lửa ở Azerbaijan vào những năm 1870 đã dẫn đến một thời kỳ thịnh vượng và tăng trưởng chưa từng có trong những năm trước Thế chiến thứ nhất nhưng cũng tạo ra sự chênh lệch lớn về tài sản giữa các nhà tư bản chủ yếu ở châu Âu và lực lượng lao động Hồi giáo địa phương. Bắt đầu từ những năm 1870, Baku đã trải qua thời kỳ phát triển công nghiệp nhanh chóng do kết quả của sự bùng nổ dầu mỏ. Nhà máy lọc dầu đầu tiên của Azerbaijan được thành lập gần Baku vào năm 1859 và nhà máy dầu hỏa đầu tiên của khu vực được xây dựng vào năm 1863. Giếng dầu được xây dựng vào những năm 1870 đã châm ngòi cho sự bùng nổ. Các khu đất có dầu nhanh chóng được bán đấu giá. Hệ thống này đảm bảo tài sản của các nhà đầu tư và khuyến khích đầu tư hơn nữa vào các hoạt động nắm giữ của họ. Hầu hết những người đầu tư là người Nga và Armenia ưu tú, trong 51 lô đất được bán trong phiên đấu giá đầu tiên chỉ có 5 mảnh đất được mua bởi người Thổ Nhĩ Kỳ Azerbaijan. Trong 54 công ty khai thác dầu đáng chú ý ở Baku năm 1888, chỉ có 2 công ty thuộc sở hữu của người Azerbaijan. Người Thổ Nhĩ Kỳ ở Azerbaijan đã tham gia với số lượng lớn hơn trong các hoạt động khai thác và tinh chế quy mô nhỏ. 73 trong số 162 nhà máy lọc dầu thuộc sở hữu của Azerbaijan, nhưng chỉ 7 nhà máy trong số đó có nhiều hơn 15 nhân công. Trong những thập kỷ sau cơn sốt dầu mỏ và đầu tư nước ngoài, các ngành công nghiệp khác đã phát triển ở Azerbaijan. Hệ thống ngân hàng là một trong những ngành đầu tiên phản ứng với ngành công nghiệp dầu mỏ. Năm 1880, một chi nhánh của ngân hàng nhà nước được mở tại Baku. Trong năm đầu tiên hoạt động, nó đã phát hành 438.000 rúp, năm 1899 tất cả các tổ chức ngân hàng Baku đã phát hành 11,4 triệu rúp chứng khoán có lãi. Các ngành vận tải và vận tải biển cũng tăng trưởng nhờ thị trường dầu mở rộng. Số lượng tàu trên biển Caspia tăng gấp bốn lần trong khoảng thời gian từ 1887 đến 1899. Đường sắt Ngoại Kavkaz hoàn thành vào năm 1884, kết nối Baku trên bờ biển Caspia đến Batumi trên bờ Biển Đen qua Ganja (Elizavetpol) và Tiflis. Ngoài việc vận chuyển dầu, đường sắt còn giúp phát triển các mối quan hệ mới giữa các khu vực nông nghiệp nông thôn và các khu công nghiệp. Khả năng kết nối của khu vực được tăng thêm nhờ việc triển khai cơ sở hạ tầng thông tin liên lạc mới với các đường dây điện báo kết nối Baku với Tiflis qua Ganja (Elizavetpol) vào những năm 1860 và một hệ thống điện thoại hoạt động ở Baku vào những năm 1880.
Cơn sốt dầu mỏ được thúc đẩy bởi ông trùm dầu mỏ Armenia Mirzoev và các hoạt động khoan dầu của ông ta. Các cánh đồng dầu sau đó được đấu giá, hầu hết được mua bởi người Nga và Armenia, tiếp theo là người châu Âu, đáng chú ý nhất là Robert Nobel của Branobel. Đến năm 1900, dân số Baku tăng từ 10.000 lên khoảng 250.000 người do sự nhập cư của công nhân từ khắp Đế chế Nga, Iran và những nơi khác. Sự lớn mạnh của Baku và sự phát triển của nền kinh tế bóc lột đã dẫn đến sự xuất hiện của một tầng lớp trí thức theo chủ nghĩa dân tộc Azerbaijan được giáo dục và chịu ảnh hưởng của các tư tưởng châu Âu và Ottoman. Những nhà tư tưởng có ảnh hưởng như Hasan bey Zardabi, Mirza Fatali Akhundov và sau này là Jalil Mammadguluzadeh, Mirza Alakbar Sabir, Nariman Narimanov và những người khác đã thúc đẩy một bài diễn thuyết dân tộc chủ nghĩa và tập hợp chống lại đói nghèo, sự ngu dốt, chủ nghĩa cực đoan và tìm kiếm các cải cách trong giáo dục và giải phóng các tầng lớp bị tước đoạt hết tài sản, bao gồm cả phụ nữ. Sự hỗ trợ tài chính của các triệu phú từ thiện như Haji Zeynalabdin Taghiyev cũng thúc đẩy sự gia tăng của tầng lớp trung lưu Azerbaijan.
Sau chiến tranh Nga-Nhật, một cuộc khủng hoảng kinh tế và chính trị nổ ra ở Baku, bắt đầu bằng cuộc tổng bãi công của công nhân dầu mỏ vào năm 1904. Năm 1905, căng thẳng giai cấp và sắc tộc dẫn đến Bạo loạn sắc tộc Hồi giáo-Armenia trong Cách mạng Nga. Trên thực tế, các chính phủ Sa hoàng đã khai thác xung đột sắc tộc và tôn giáo để duy trì sự kiểm soát bằng chính sách chia để trị.
Tình hình được cải thiện trong giai đoạn 1906–1914 khi một hệ thống nghị viện hạn chế ra đời ở Nga và các nghị sĩ Hồi giáo từ Azerbaijan đang tích cực thúc đẩy lợi ích của Azerbaijan. Vào năm 1911, Đảng Musavat theo chủ nghĩa liên Hồi giáo và liên Thổ, lấy cảm hứng từ hệ tư tưởng chủ nghĩa hiện đại cánh tả của Mammed Amin Rasulzade, đã được hình thành từ năm 1911. Được thành lập một cách bí mật, đảng này đã mở rộng nhanh chóng vào năm 1917 sau khi chế độ Sa hoàng ở Nga bị lật đổ. Các thành phần thiết yếu nhất của hệ tư tưởng Musavat là chủ nghĩa thế tục, chủ nghĩa dân tộc và chủ nghĩa liên bang hay quyền tự trị trong một cấu trúc chính trị rộng lớn hơn. Tuy nhiên, cánh hữu và cánh tả của đảng có quan điểm khác biệt về một số vấn đề, đáng chú ý nhất là phân phối đất đai.
Sau khi Nga tham gia vào Thế chiến I, căng thẳng xã hội và kinh tế lại tăng vọt. Cách mạng Nga năm 1917 cuối cùng đã dẫn đến việc trao quyền cho người dân địa phương của lãnh thổ ngày nay tạo thành Azerbaijan và trao quyền tự trị, nhưng sự tự trị này cũng dẫn đến xung đột sắc tộc mới giữa người Azerbaijan và người Armenia.

## Cộng hòa dân chủ Azerbaijan

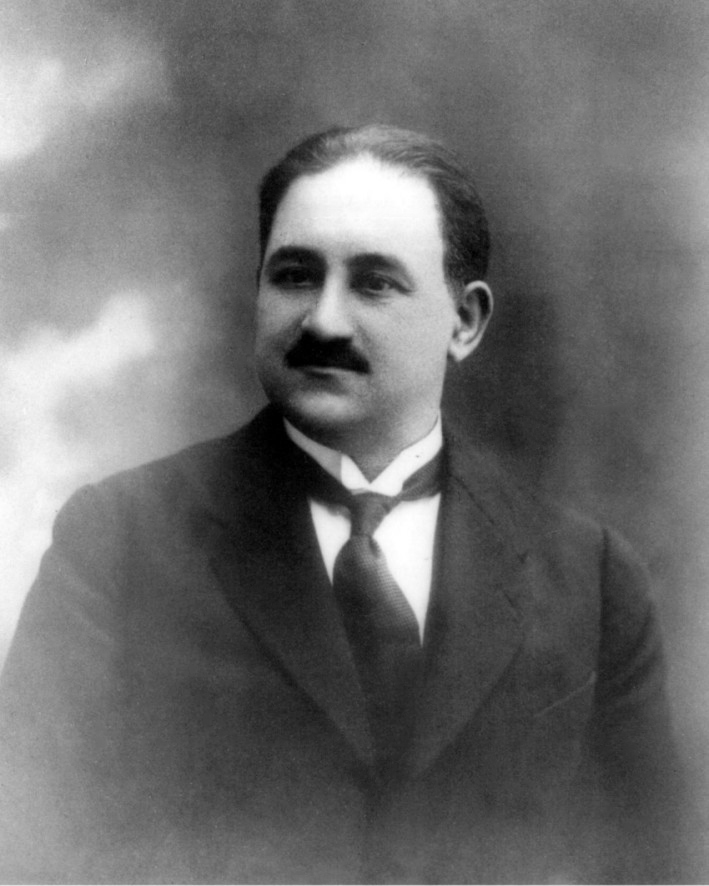
Mammad Amin Rasulzade là một trong những nhà lãnh đạo sáng lập và là diễn giả của Cộng hòa Dân chủ Azerbaijan vào năm 1918, ông được nhiều người coi là lãnh đạo quốc gia của Azerbaijan.

Khi Đế quốc Nga sụp đổ vào năm 1917, Cộng hòa Ngoại Kavkaz được thành lập với đội ngũ trí thức Armenia và Gruzia hàng đầu. Sau một thời gian ngắn, nước cộng hòa bị giải thể và Cộng hòa Dân chủ Azerbaijan được tuyên bố vào ngày 28 tháng 5 năm 1918 bởi đảng Musavat của Azerbaijan. Tên "Azerbaijan" đã thông qua vì lý do chính trị, được sử dụng riêng để xác định vùng lân cận ở Tây Bắc Iran đương thời.
Đây là nước Cộng hòa Dân chủ đầu tiên được thành lập trong Thế giới Hồi giáo. Tuy nhiên, tại Baku, một liên minh của các đảng Bolshevik, Dashnak và Menshevik đã chiến đấu chống lại quân đội Thổ Nhĩ Kỳ-Hồi giáo do Nuru Pasha chỉ huy. Liên minh được gọi là "Công xã Baku" này cũng đã truyền cảm hứng hoặc ngầm chỉ trích các vụ thảm sát người Hồi giáo địa phương của lực lượng Dashnak-Armenia có vũ trang. Tuy nhiên, liên minh này đã sụp đổ và được thay thế bởi một chính phủ do Anh kiểm soát được gọi là Chế độ độc tài Trung Caspia vào tháng 7 năm 1918. Kết quả của các trận chiến vào tháng 8 - tháng 9, vào ngày 15 tháng 9 năm 1918, lực lượng chung của Cộng hòa Dân chủ Azerbaijan và Đế chế Ottoman do Nuru Pasha lãnh đạo đã tiến vào Baku và tuyên bố thành phố này là thủ đô của nhà nước Azerbaijan non trẻ. Sự kiện này luôn được coi là một trong những trang vinh dự nhất của lịch sử Azerbaijan.
Azerbaijan được tuyên bố là một nước cộng hòa thế tục và quốc hội đầu tiên của nó khai mạc vào ngày 5 tháng 12 năm 1918. Chính quyền Anh ban đầu không công nhận nước Cộng hòa nhưng ngầm hợp tác với nó. Đến giữa năm 1919, tình hình Azerbaijan ít nhiều đã ổn định và các lực lượng Anh rời đi vào tháng 8 năm 1919. Tuy nhiên, vào đầu năm 1920, lực lượng Bolshevik đang tiến công, chiến thắng trong Nội chiến Nga, bắt đầu gây ra một mối đe dọa lớn đối với nước cộng hòa non trẻ, vốn cũng có xung đột với Armenia về Karabakh.
Azerbaijan được Đồng minh công nhận  trên thực tế  là một quốc gia độc lập vào tháng 1 năm 1920 tại Versailles Hội nghị Hòa bình Paris. Nước cộng hòa được điều hành bởi năm nội các, tất cả được thành lập bởi liên minh của Musavat và các đảng khác bao gồm Khối xã hội chủ nghĩa, Đảng độc lập, Đảng tự do, Đảng Xã hội-Dân chủ Hummat (hoặc Endeavour) và Đảng Bảo thủ Ittihad (Liên minh). Người đứng đầu trong ba nội các đầu tiên là Fatali Khan Khoyski; trong hai nội các cuối là Nasib Yusifbeyli. Chủ tịch quốc hội Alimardan Topchubashev được công nhận là nguyên thủ quốc gia. Với tư cách này, ông đại diện cho Azerbaijan tại Versailles Hội nghị Hòa bình Paris vào năm 1919.
Được sự hỗ trợ của những người bất đồng chính kiến ở Azerbaijan trong chính phủ Cộng hòa, Hồng quân đã xâm lược Azerbaijan vào ngày 28 tháng 4 năm 1920. Phần lớn quân đội Azerbaijan mới được thành lập đã tham gia vào việc dập tắt một cuộc nổi dậy của người Armenia vừa mới nổ ra ở Karabakh. Người Azerbaijan không từ bỏ nền độc lập ngắn ngủi 1918–20 của họ một cách nhanh chóng hay dễ dàng. Có tới 20.000 người đã chết khi chống lại cuộc tái chinh phục của Nga. Tuy nhiên, cần lưu ý rằng việc thiết lập Cộng hòa Xã hội chủ nghĩa Xô viết Azerbaijan đã dễ dàng hơn bởi thực tế là có sự ủng hộ nhất định đối với tư tưởng Bolshevik ở Azerbaijan, đặc biệt là trong giới công nhân ở Baku. Cùng ngày, một chính phủ Liên Xô được thành lập dưới thời Nariman Narimanov. Trước khi năm 1920 kết thúc, số phận tương tự đã ập đến Armenia và vào tháng 3 năm 1921, cả Gruzia cũng vậy.

## Azerbaijan Xô Viết
Sau khi chính phủ quốc gia đầu hàng các lực lượng Bolshevik, Azerbaijan được tuyên bố trở thành Cộng hòa Xã hội Chủ nghĩa Xô viết vào ngày 28 tháng 4 năm 1920. Ngay sau đó, Đại hội Nhân dân Phương Đông được tổ chức vào tháng 9 năm 1920 tại Baku. Mặc dù chính thức là một quốc gia độc lập, Cộng hòa Xã hội chủ nghĩa Xô viết Azerbaijan lại phụ thuộc và bị kiểm soát bởi chính phủ Moscow. Nó được hợp nhất vào Cộng hòa Xã hội chủ nghĩa Xô viết Liên bang Ngoại Kavkaz (TSFSR) cùng với Armenia và Gruzia vào tháng 3 năm 1922. Theo một thỏa thuận được ký kết vào tháng 12 năm 1922, TSFSR trở thành một trong bốn nước cộng hòa nguyên thủy của Liên bang Xô viết. TSFSR bị giải thể vào năm 1936 và ba khu vực của nó trở thành các nước cộng hòa riêng biệt trong Liên Xô.
Giống như các nước cộng hòa liên hiệp khác, Azerbaijan bị ảnh hưởng bởi các cuộc thanh trừng của Stalin trong những năm 1930. Trong thời kỳ đó, các cuộc thanh trừng đôi khi được gọi là "Khủng bố Đỏ". Hàng nghìn người đã thiệt mạng bao gồm cả những nhân vật nổi tiếng của Azerbaijan như Huseyn Javid, Mikail Mushvig, Ruhulla Akhundov, Ayna Sultanova và nhiều người khác. Chỉ đạo cuộc thanh trừng ở Azerbaijan là Mir Jafar Baghirov, bí thư thứ nhất của Đảng Cộng sản Azerbaijan, người đã tuân theo mệnh lệnh của Stalin. Mục tiêu đặc biệt của ông là giới trí thức nhưng ông cũng thanh trừng các lãnh đạo Cộng sản có thiện cảm với phe đối lập hoặc những người có thể đã từng nghiêng về Chủ nghĩa liên Thổ hoặc có liên hệ với các phong trào cách mạng ở Iran hoặc Thổ Nhĩ Kỳ.
Trong những năm 1940, Cộng hòa Xã hội chủ nghĩa Xô viết Azerbaijan đã cung cấp phần lớn khí đốt và dầu cho Liên Xô trong cuộc chiến với Đức Quốc xã và do đó là một khu vực chiến lược quan trọng. Cuộc xâm lược của Đức vào Liên Xô vào tháng 6 năm 1941 đến Đại Kavkaz vào tháng 7 năm 1942 nhưng quân Đức chưa bao giờ tiến vào lãnh thổ Azerbaijan. Nhiều người Azerbaijan đã chiến đấu tốt trong hàng ngũ Quân đội Liên Xô (khoảng 600–800.000) và Thiếu tướng Azi Aslanov người Azerbaijan đã được trao tặng danh hiệu Anh hùng Liên Xô hai lần. Khoảng 400.000 người Azerbaijan đã chết trong Thế chiến II. Người Đức cũng đã có những nỗ lực không kết quả để tranh thủ sự hợp tác của các nhân vật chính trị lưu vong, đáng chú ý nhất là Mammed Amin Rasulzade.  Các chính sách phá bỏ Stalin và cải tiến sau những năm 1950 đã dẫn đến các điều kiện giáo dục và phúc lợi tốt hơn cho hầu hết Azerbaijan.  Điều này cũng đồng thời với giai đoạn đô thị hóa và công nghiệp hóa nhanh chóng. Trong giai đoạn thay đổi này, một làn sóng mới  sblizheniye  (tái phê duyệt) đã được thiết lập để hợp nhất tất cả các dân tộc của Liên Xô thành một quốc gia Liên Xô mới nguyên khối.
Vào những năm 1960, các dấu hiệu của một cuộc khủng hoảng cơ cấu trong hệ thống Liên Xô bắt đầu xuất hiện. Ngành công nghiệp dầu mỏ quan trọng của Azerbaijan đã mất đi tầm quan trọng tương đối của nó trong nền kinh tế Liên Xô, một phần do sự chuyển dịch sản xuất dầu sang các khu vực khác của Liên Xô và một phần vì sự cạn kiệt các nguồn tài nguyên dầu mỏ đã biết trên đất liền, trong khi sản xuất ở nước ngoài không được coi là hiệu quả về chi phí. Kết quả là Azerbaijan có tốc độ tăng năng suất và sản lượng kinh tế thấp nhất trong số các nước cộng hòa thuộc Liên Xô ngoại trừ Tajikistan. Căng thẳng sắc tộc, đặc biệt là giữa người Armenia và người Azerbaijan bắt đầu gia tăng nhưng bạo lực đã bị dập tắt.
Trong một nỗ lực nhằm chấm dứt cuộc khủng hoảng cơ cấu ngày càng gia tăng, vào năm 1969, chính phủ ở Moscow đã bổ nhiệm Heydar Aliyev làm bí thư thứ nhất của Đảng Cộng sản Azerbaijan. Aliyev tạm thời cải thiện điều kiện kinh tế và thúc đẩy các ngành công nghiệp thay thế cho ngành dầu mỏ đang suy giảm, chẳng hạn như ngành bông. Ông cũng củng cố giới tinh hoa cầm quyền của nước cộng hòa, hiện gần như hoàn toàn là người Azerbaijan, do đó làm đảo ngược việc nối lại tình hữu nghị trước đó. Năm 1982, Aliyev được bổ nhiệm làm Ủy viên Bộ Chính trị Đảng Cộng sản ở Moscow, vị trí cao nhất mà một người Azerbaijan ở Liên Xô từng đạt được. Năm 1987, khi  Perestroika  bắt đầu, anh ta bị ép nghỉ hưu bởi nhà lãnh đạo Liên Xô Mikhail Gorbachev mà Aliyev phản đối các chính sách.

Cuối những năm 1980, trong thời Gorbachev, được đặc trưng bởi tình trạng bất ổn ngày càng gia tăng ở Kavkaz, ban đầu là về vấn đề Nagorno-Karabakh. Một sự thức tỉnh chính trị xảy ra vào tháng 2 năm 1988 với sự đổi mới của cuộc xung đột sắc tộc, tập trung vào các yêu cầu của người Armenia về việc thống nhất Oblast Tự trị Nagorno-Karabakh của Cộng hòa Xã hội chủ nghĩa Xô viết Azerbaijan vào tháng 3 năm 1988, trong khi các cuộc tàn sát của người Armenia ở Baku và Sumgait đã diễn ra. Nga đã nhiều lần buộc thực thi chế độ quân sự nhưng tình trạng bất ổn vẫn tiếp tục lan rộng.
Xung đột sắc tộc đã bộc lộ những khuyết điểm của Đảng Cộng sản với tư cách là người bảo vệ lợi ích quốc gia và theo tinh thần  glasnost , các ấn phẩm độc lập và các tổ chức chính trị bắt đầu xuất hiện. Trong số các tổ chức này, cho đến nay, nổi bật nhất là Mặt trận nhân dân Azerbaijan (PFA), mà vào mùa thu năm 1989 dường như đã sẵn sàng nắm quyền từ Đảng Cộng sản. PFA sớm trải qua sự chia rẽ giữa phe bảo thủ-Hồi giáo và phe ôn hòa. Sự chia rẽ được theo sau bởi sự bùng nổ của bạo lực chống Armenia ở Baku và sự can thiệp của quân đội Liên Xô.
Tình trạng bất ổn lên đến đỉnh điểm trong cuộc đối đầu bạo lực khi Quân đội Liên Xô giết 132 người biểu tình theo chủ nghĩa dân tộc tại Baku vào ngày 20 tháng 1 năm 1990. Azerbaijan tuyên bố độc lập khỏi Liên Xô vào ngày 30 tháng 8 năm 1991 và trở thành một phần của Cộng đồng các Quốc gia Độc lập. Vào cuối năm 1991, giao tranh ở Nagorno-Karabakh đã leo thang thành một cuộc chiến toàn diện, đỉnh điểm là một cuộc ngừng bắn căng thẳng kéo dài đến thế kỷ 21. Mặc dù đã đạt được lệnh ngừng bắn, nhưng việc cả hai bên từ chối đàm phán đã dẫn đến bế tắc vì quân đội Armenia vẫn giữ được các vị trí của họ ở Karabakh cũng như các hành lang lấy từ Azerbaijan nối vùng đất này với Armenia.

## Azerbaijan độc lập

### Nhiệm kỳ tổng thống của Mutalibov (1991–1992)
Trong khi trong giai đoạn 1990–1991, Azerbaijan đã hy sinh nhiều hơn trong cuộc đấu tranh giành độc lập khỏi Liên Xô hơn bất kỳ nước cộng hòa Liên Xô nào khác, tuyên bố độc lập do Tổng thống Ayaz Mutalibov đưa ra vào ngày 30 tháng 8 năm 1991 sau âm mưu đảo chính Liên Xô năm 1991.
Mütallibov trở thành nhà lãnh đạo Liên Xô duy nhất ngoài Zviad Gamsakhurdia tán thành âm mưu đảo chính của Liên Xô bằng cách đưa ra một tuyên bố từ Tehran, đồng thời giải tán Đảng Cộng sản Azerbaijan và đề xuất thay đổi hiến pháp cho các cuộc bầu cử tổng thống trực tiếp trên toàn quốc.
Vào ngày 8 tháng 9 năm 1991, cuộc bầu cử tổng thống đầu tiên trên toàn quốc trong đó Mutalibov là ứng cử viên tranh cử duy nhất đã được tổ chức tại Azerbaijan. Dù các cuộc bầu cử không tự do và không công bằng theo tiêu chuẩn quốc tế, Mutalibov chính thức trở thành tổng thống đắc cử của Azerbaijan. Việc tuyên bố độc lập được Xô Viết tối cao của Cộng hòa Xã hội chủ nghĩa Xô viết Azerbaijan thông qua vào ngày 18 tháng 10 năm 1991, tiếp sau đó là sự giải thể của Đảng Cộng sản Azerbaijan. Tuy nhiên, các thành viên cũ của nó bao gồm cả Tổng thống Ayaz Mutalibov vẫn giữ chức vụ chính trị của họ.
Tháng 12 năm 1991 trong một cuộc trưng cầu dân ý trên toàn quốc, cử tri Azerbaijan đã thông qua Tuyên ngôn Độc lập do Hội đồng Tối cao thông qua; với sự giải thể của Liên bang Xô viết, Azerbaijan lúc đầu được công nhận là một quốc gia độc lập bởi Thổ Nhĩ Kỳ, Israel, Romania và Pakistan. Hoa Kỳ đã công nhận sau đó vào ngày 25 tháng 12.
Trong khi đó, xung đột về Nagorno Karabakh vẫn tiếp tục bất chấp những nỗ lực thương lượng dàn xếp. Đầu năm 1992, lãnh đạo người Armenia của Karabakh tuyên bố trở thành một nước cộng hòa độc lập. Trong thời điểm bây giờ là một cuộc chiến toàn diện giữa Armenia và Azerbaijan, người Armenia đã giành được ưu thế với sự hỗ trợ bí mật của Quân đội Nga. Những hành động tàn bạo lớn đã được thực hiện bởi cả hai bên với vụ thảm sát Khojaly giết thường dân Azerbaijan vào ngày 25 tháng 2 năm 1992, gây ra một sự náo động xã hội về việc chính phủ không hành động gì (Quân đội Azerbaijan cũng giết và bắt thường dân Armenia trong vụ thảm sát Maraga). Mütallibov đã buộc phải đệ đơn từ chức lên Quốc hội Azerbaijan vào ngày 6 tháng 3, dưới áp lực của Mặt trận nhân dân Azerbaijan.
Sự thất bại của Mutalibov trong việc xây dựng một đội quân hoàn chỉnh mà ông ta sợ rằng có thể không nằm trong tầm kiểm soát của mình đã dẫn đến sự sụp đổ của chính phủ. Vào ngày 6 tháng 5, thị trấn cuối cùng có người Azerbaijan ở Nagorno-Karabakh là Şuşa, thuộc quyền kiểm soát của Armenia. Vào ngày 14 tháng 5, Hội đồng tối cao của Azerbaijan xét xử vụ án về Thảm sát Khojaly, miễn trừ mọi trách nhiệm, hủy bỏ đơn từ chức trước đó và phục hồichức Tổng thống Azerbaijan cho Mütallibov, nhưng ngày hôm sau, ngày 15 tháng 5, các lực lượng vũ trang do Mặt trận nhân dân Azerbaijan lãnh đạo nắm quyền kiểm soát các văn phòng của Quốc hội Azerbaijan và Đài phát thanh nhà nước Azerbaijan và Đài Truyền hình qua đó hạ bệ Mütallibov, người rời đi Moscow; Hội đồng tối cao Azerbaijan bị giải tán để chuyển giao các nhiệm vụ cho Quốc hội Azerbaijan được thành lập bởi sự đại diện bình đẳng của Mặt trận nhân dân Azerbaijan và những người cộng sản trước đây. Hai ngày sau, trong khi lực lượng Armenia nắm quyền kiểm soát Lachin, Isa Gambar được bầu làm Chủ tịch mới của Quốc hội Azerbaijan và đảm nhận nhiệm vụ tạm thời của Tổng thống Azerbaijan cho đến khi cuộc bầu cử quốc gia diễn ra vào ngày 17 tháng 6 năm 1992.

### Nhiệm kỳ tổng thống của Elchibey (1992–1993)
Những người Cộng sản cũ đã thất bại trong việc đưa ra một ứng cử viên khả thi tại cuộc bầu cử năm 1992. Cựu bất đồng chính kiến và tù nhân chính trị Abulfaz Elchibey, lãnh đạo của Mặt trận nhân dân Azerbaijan (PFA) được bầu làm tổng thống với hơn 60% phiếu bầu. Chương trình của ông bao gồm sự phản đối việc Azerbaijan trở thành thành viên trong Cộng đồng các Quốc gia Độc lập, quan hệ chặt chẽ hơn với Thổ Nhĩ Kỳ và mong muốn mở rộng liên kết với người Azerbaijan Iran.
Heydar Aliyev, người đã bị giới hạn tuổi 65 cản trở việc tranh cử tổng thống, đang làm tốt ở Nakhchivan. Anh phải đối mặt với sự phong tỏa của người Armenia đối với Nakhchivan. Đổi lại, Armenia phải chịu thiệt hại khi Azerbaijan ngừng tất cả giao thông đường sắt ra vào Armenia, cắt hầu hết các liên kết trên đất liền với thế giới bên ngoài. Những tác động tiêu cực về kinh tế của Xung đột Armenia-Azerbaijan dường như minh họa cho sự phụ thuộc lẫn nhau của các quốc gia Ngoại Kavkaz.
Trong vòng một năm sau khi đắc cử, Tổng thống Elchibey phải đối mặt với tình huống tương tự dẫn đến sự sụp đổ của Mutalibov. Các cuộc giao tranh trong và xung quanh Nagorno Karabakh dần dần nghiêng về phía người Armenia, những người đã chiếm giữ khoảng 1/5 lãnh thổ của Azerbaijan, tạo ra hơn một triệu người di cư trong nước. Một cuộc nổi dậy của quân đội chống lại Abulfaz Elchibey nổ ra vào đầu tháng 6 năm 1993 tại Ganja dưới sự lãnh đạo của Đại tá Surat Huseynov. Ban lãnh đạo Mặt trận nhân dân Azerbaijan tự nhận thấy rằng mình không có sự ủng hộ chính trị do hậu quả của chiến tranh, nền kinh tế ngày càng suy thoái và sự phản đối của các nhóm do Heydar Aliyev lãnh đạo. Tại Baku, Aliyev cầm cương và nhanh chóng củng cố vị trí của mình. Cuộc trưng cầu tín nhiệm vào tháng 8 đã tước bỏ chức vụ của Elchibey.

### Nhiệm kỳ tổng thống của Heydar Aliyev (1993–2003)

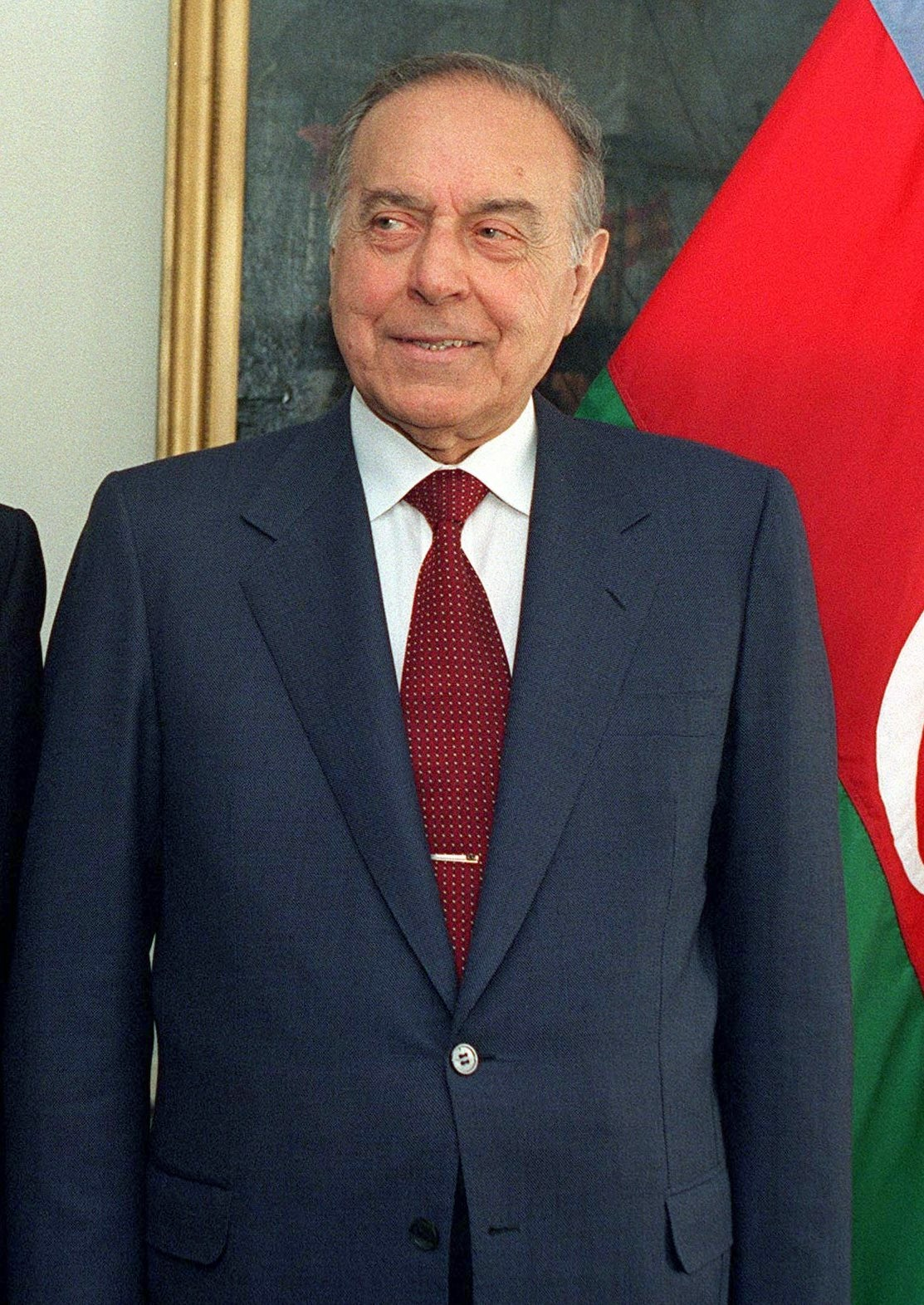
Cựu Tổng thống Azerbaijan Heydar Aliyev là thành viên người Azerbaijan đầu tiên của Bộ Chính trị.

Vào ngày 3 tháng 10 năm 1993, một cuộc bầu cử tổng thống được tổ chức và Aliyev đã giành chiến thắng áp đảo.
Đến tháng 3 năm 1994, Aliyev đã có thể thoát khỏi một số phe đối lập của mình bao gồm Surat Huseynov, người đã bị bắt cùng với các đối thủ khác. Năm 1995, cựu cảnh sát quân sự bị buộc tội âm mưu đảo chính và bị giải tán. Những kẻ âm mưu đảo chính có liên hệ với những người theo chủ nghĩa dân tộc Thổ Nhĩ Kỳ cánh hữu. Sau đó, vào năm 1996, Rəsul Quliyev, cựu diễn giả của quốc hội bị lưu đày tự thân. Vì vậy, vào cuối năm 1996, Heydar Aliyev là một  người thống trị tuyệt đối  ở Azerbaijan.
Do kết quả của những cải cách hạn chế và việc ký kết cái gọi là "Hợp đồng Thế kỷ" vào tháng 10 năm 1994 (phức hợp mỏ dầu khổng lồ Azeri-Chirag-Guneshli) dẫn đến việc tăng xuất khẩu dầu sang các thị trường phương Tây, kinh tế bắt đầu cải thiện. Tuy nhiên, mức độ tham nhũng và chuyên chế cực đoan trong hệ thống nhà nước do Aliyev tạo ra đã ngăn cản Azerbaijan phát triển bền vững, đặc biệt là trong lĩnh vực phi dầu mỏ.
Tháng 10 năm 1998, Aliev tái đắc cử tổng thống nhiệm kỳ thứ hai. Phe đối lập suy yếu cáo buộc ông gian lận nhưng không có sự lên án rộng rãi của quốc tế về cuộc bầu cử. Nhiệm kỳ thứ hai của ông tại vị được đặc trưng bởi những cải cách hạn chế, tăng sản lượng dầu và sự thống trị của BP với tư cách là một công ty dầu khí nước ngoài chính ở Azerbaijan. Vào đầu năm 1999, mỏ khí đốt Shah Deniz khổng lồ được phát hiện khiến Azerbaijan có khả năng trở thành một nhà xuất khẩu khí đốt lớn. Một thỏa thuận xuất khẩu khí đốt đã được ký với Thổ Nhĩ Kỳ vào năm 2003. Đường ống dẫn dầu Baku-Tbilisi-Ceyhan và Đường ống dẫn khí Baku-Tbilisi-Erzerum bắt đầu khởi công vào năm 2003. Đường ống dẫn dầu được hoàn thành vào năm 2005 và đường ống dẫn khí đốt hoàn thành vào năm 2006. Azerbaijan cũng là một bên tham gia Đường ống Nabucco.

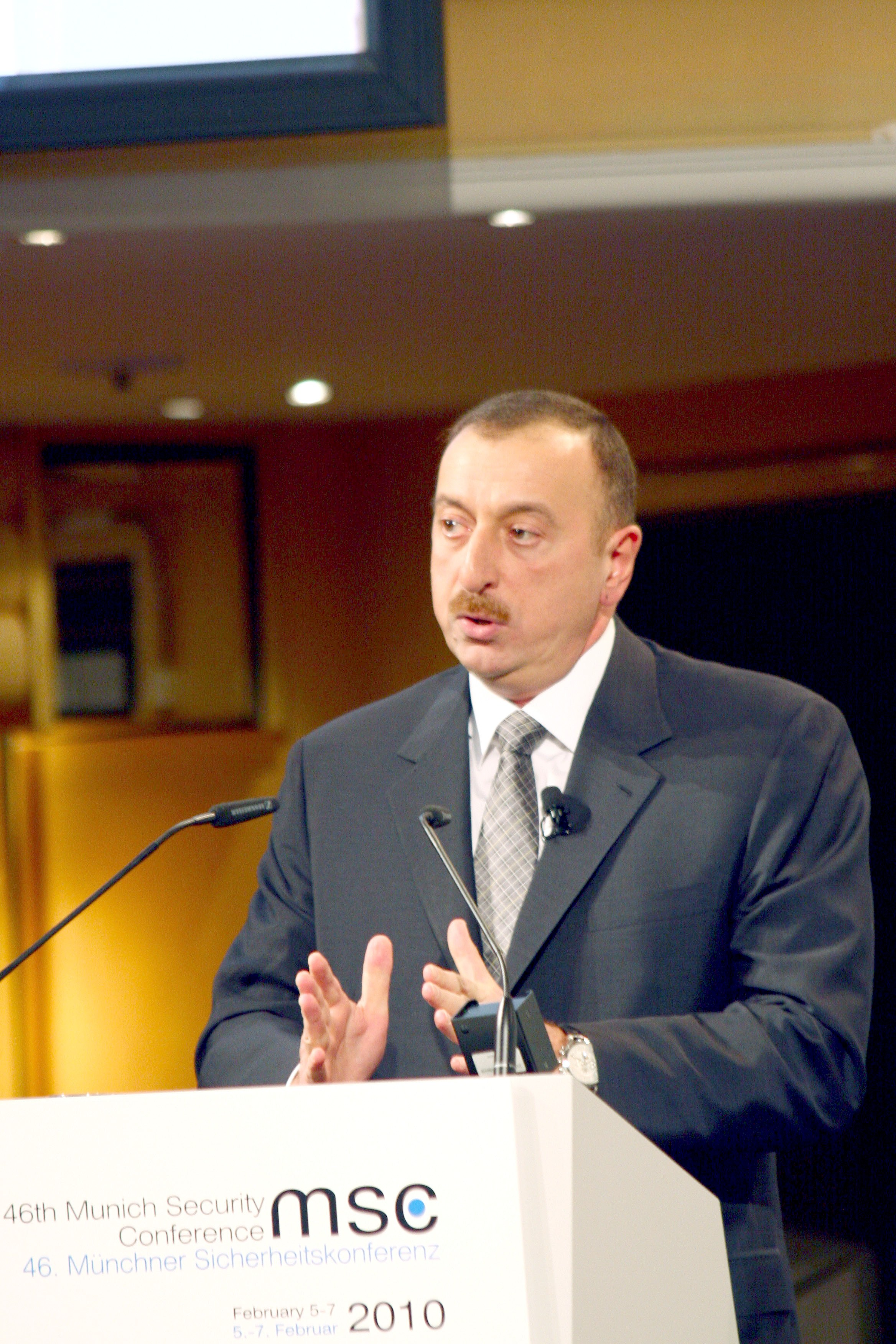
Ilham Aliyev

Heydar Aliyev đổ bệnh và vào tháng 4 năm 2003, ông ngã quỵ trên sân khấu và không thể trở lại cuộc sống công cộng. Vào mùa hè năm 2003, ông được đưa vào chăm sóc đặc biệt tại Hoa Kỳ, nơi ông được tuyên bố qua đời vào ngày 12 tháng 12 năm 2003.

### Nhiệm kỳ tổng thống của Ilham Aliyev (2003)
Trong một cuộc bầu cử gây tranh cãi khác, con trai Heydar là Ilham Aliyev được bầu làm tổng thống cùng năm. Cuộc bầu cử được đặc trưng bởi bạo lực hàng loạt và bị các nhà quan sát nước ngoài chỉ trích. Hiện tại, sự phản đối chính trị đối với chính quyền Aliyev vẫn còn mạnh mẽ. Nhiều người không hài lòng với sự kế vị mới này và đang thúc đẩy một chính phủ dân chủ hơn. Ilham Aliyev tái đắc cử năm 2008 với 87% phiếu bầu trong khi các đảng đối lập tẩy chay cuộc bầu cử. Trong trưng cầu dân ý về hiến pháp năm 2009, giới hạn nhiệm kỳ cho chức vụ tổng thống đã bị bãi bỏ và quyền tự do báo chí bị hạn chế.
Bầu cử quốc hội 2010 đã tạo ra một Nghị viện trung thành với Aliyev: lần đầu tiên trong lịch sử Azerbaijan, không có một ứng cử viên nào từ phe đối lập Mặt trận nhân dân Azerbaijan hoặc các đảng Musavat được bầu chọn.  The Economist  đã ghi nhận Azerbaijan là chế độ độc tài, xếp thứ 135 trong số 167 quốc gia trong Chỉ số Dân chủ năm 2010.
Các cuộc biểu tình lặp đi lặp lại được tổ chức nhằm chống lại sự cai trị của Aliyev vào năm 2011, kêu gọi cải cách dân chủ và lật đổ chính phủ. Aliyev đã đáp trả bằng cách ra lệnh trấn áp an ninh, sử dụng vũ lực để dập tắt các nỗ lực nổi dậy ở Baku và từ chối nhượng bộ. Hơn 400 người Azerbaijan đã bị bắt kể từ khi các cuộc biểu tình bắt đầu vào tháng 3 năm 2011. Các nhà lãnh đạo phe đối lập, bao gồm cả Isa Gambar của Musavat đã tuyên bố sẽ tiếp tục biểu tình mặc dù cảnh sát đã gặp ít khó khăn trong việc ngăn chặn các cuộc biểu tình ngay khi chúng bắt đầu..
Vào ngày 24 tháng 10 năm 2011, Azerbaijan được bầu làm thành viên không thường trực của Hội đồng Bảo an Liên hợp quốc. Nhiệm kỳ bắt đầu từ ngày 1 tháng 1 năm 2012.
Từ ngày 1 đến ngày 5 tháng 4 năm 2016, đã có những cuộc đụng độ mới giữa các lực lượng vũ trang Armenia và Azerbaijan. (xem Cuộc đụng độ Armenia-Azerbaijan năm 2016).